# Histoire des Premières Nations du Canada

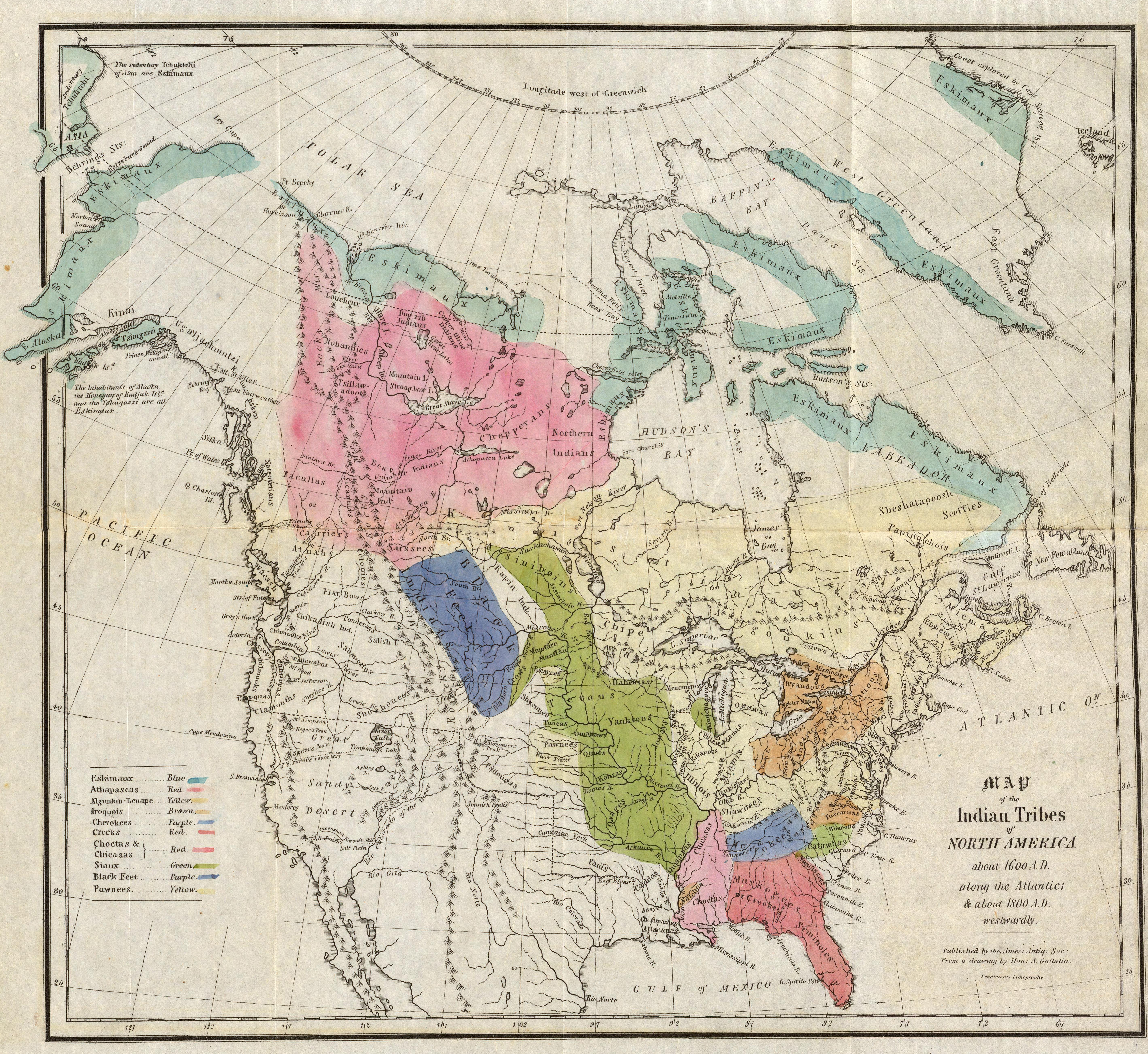
Contrôle du territoire nord-américain par les Premières Nations aux environs de 1600.

L'histoire des Premières Nations, les premiers occupants du continent nord-américain, au Canada remonte à au moins 12 000 ans. En effet, les Premières Nations s'établissent au travers du territoire canadien entre 40 000 et 10 000 ans av. J.-C. Leur histoire est d'abord caractérisée par une forte adaptation à l'environnement naturel. C'est pourquoi, on peut, selon Alfred Kroeber, distinguer dix aires culturelles autochtones en Amérique du Nord, dont six se trouvent représentées dans le territoire canadien actuel : l'Arctique, la zone subarctique, la côte nord-ouest, le Plateau, les Prairies et les forêts du nord-est. Plusieurs nations se sont développées avec leurs propres langues, cultures, pratiques religieuses et traditions.
L'histoire des contacts avec les Européens en Amérique du Nord commence avec la pêche et la chasse à la baleine, puis continue avec la traite des fourrures. Elle se poursuit également avec les missions chrétiennes. La colonisation du territoire canadien par la France et le Royaume-Uni changea radicalement le mode de vie des Premières Nations.
Plusieurs politiques d'assimilation culturelle ont été mises en place sous l'administration des colonies et ensuite par le gouvernement canadien devenant de plus en plus souverain à partir de 1867. Celles-ci ont été abandonnées dans les années 1970 et 1980 au profit du multiculturalisme canadien.

## Période paléoaméricaine
Le continent américain fut le dernier des continents à être occupé par les humains. Les plus anciennes traces de vie humaine au nord du continent se trouvent en Alaska. Elles remontent à environ 12 000  à   14 000 ans et sont en rapport culturel avec les cultures d'Asie du Nord-Est. La phase glaciaire qui a duré plus de 10 000 ans auparavant n'a pas permis de séjour. En outre, l'immense calotte glaciaire qui bloquait l'Alaska vers le sud n'aurait pas permis aux habitants d'aller vers les zones plus tempérées du sud, le corridor nord-sud entre les Rocheuses et la baie d'Hudson n'ayant été libéré des glaces que vers 13 000 ans av. J.-C.

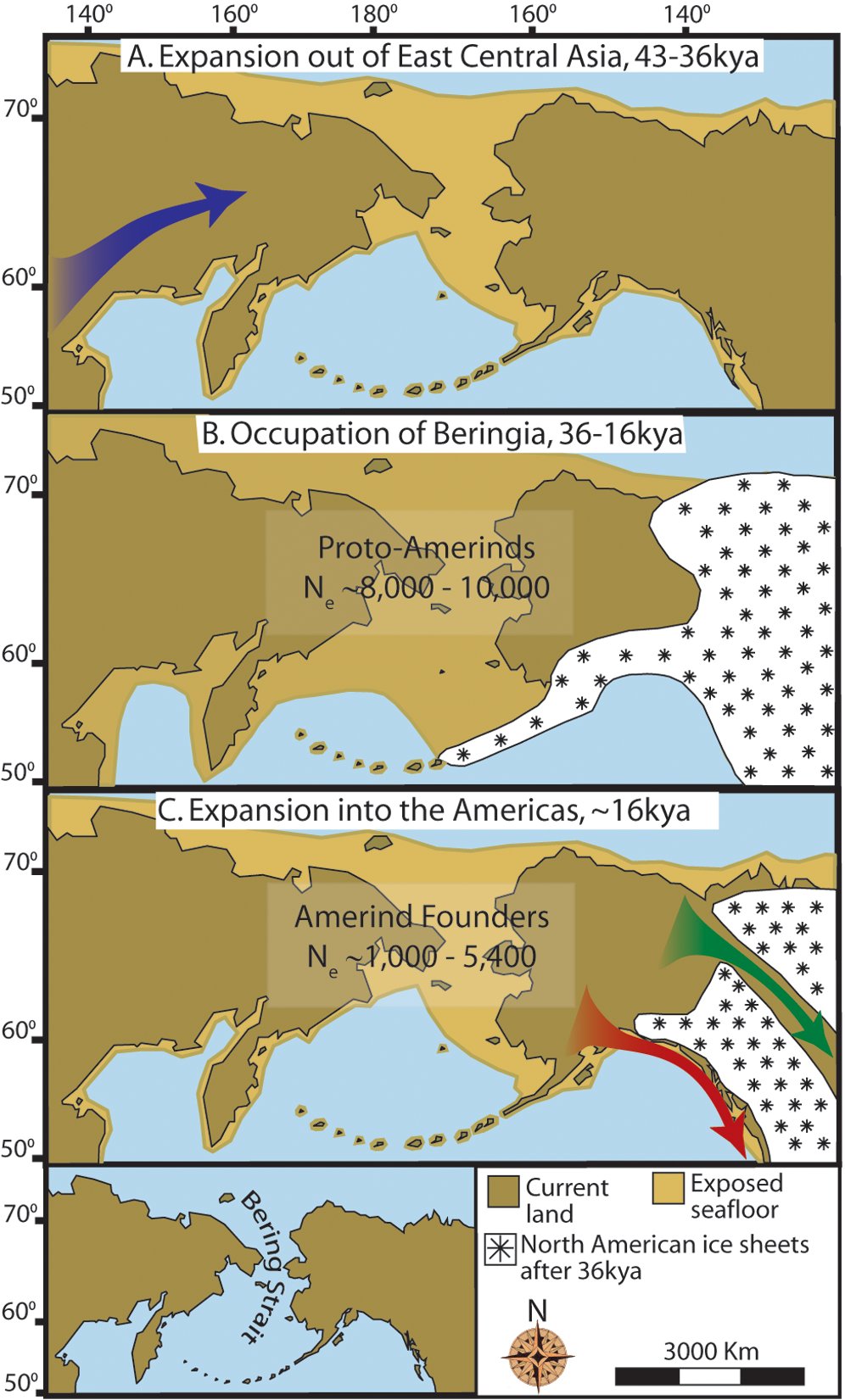
Migration en trois étapes à partir du détroit de Béring.

Les études génétiques semblent indiquer que l'origine de tous les peuples amérindiens remonte à une racine unique qui s'est répandue rapidement le long de la côte et ne s'est diffusée vers l'intérieur du continent qu'à partir de là. Ceci est également appuyé par des études sur l'histoire climatique. D'autres études montrent plutôt que l'occupation du continent nord-américain a eu lieu à peu près simultanément par deux groupes distincts partant du détroit de Béring il y a environ 15 000  à   17 000 ans, un groupe suivant la côte ouest et l'autre suivant le corridor libre de glaces.
des plus anciens artefacts ont été découverts dans le Yukon, dans les grottes de Bluefish. Cette culture arctique précoce – selon le point de vue nommée tradition paléoarctique sibéro-américaine, tradition Béringienne, ou complexe de Denali – s'étend dans des conditions un peu plus favorables le long de la côte vers le sud, peut-être aussi le long de la rivière Yukon, et aussi le long du corridor sans glaces. Dans la Charlie Lake Cave, une grotte près de Fort St. John au nord de la Colombie Britannique, on a trouvé des outils datés d'environ 10 500 av. J.-C. À cette époque, les troupeaux de bisons migrent du sud vers les nouvelles prairies, et avec eux des chasseurs, qui utilisent des pointes de lance du type Clovis, semblables à celles de Indian Creek ou de Mill Iron au Montana. Cette découverte suggère une migration sud-nord. Dans la grotte de Charlie Lake, on a trouvé aussi deux corbeaux enterrés, l'un avec des présents, qui ont été enterrés il y a 9 000  à   10 000 ans.
On a également trouvé des restes préarchaïques, ou paléoindiens aux lacs Vermillon près de Banff dans la vallée supérieure de la rivière Bow (8 900 av. J.-C.) et sur le site de fouilles de Niska au sud-ouest de la Saskatchewan (8 000 à 9 000 av. J.-C.). Des trouvailles d'âge semblable n'ont pu être faites au Québec qu'en 2003, en Nouvelle-Écosse en 1996 près de Debert. Dans le nord, les plus anciens restes humains ont été découverts en 1996 et datés d'environ 7 800 av. J.-C. Ils proviennent des trois grottes découvertes trois ans auparavant On Your Knees Cave (en) sur l'île du Prince-de-Galles en Alaska.

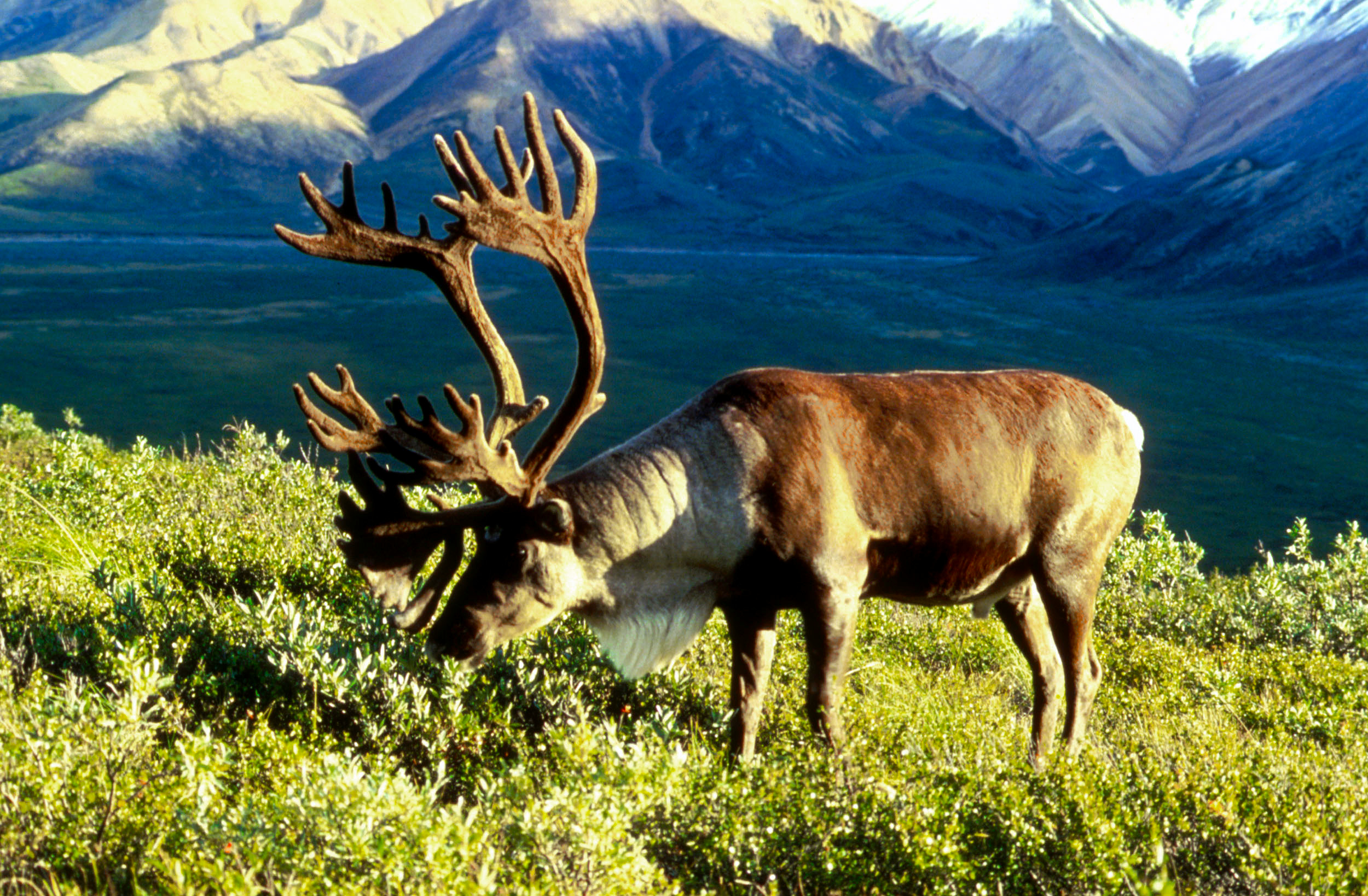
Renne d'Amérique du Nord, ou caribou (angl. : caribou ou reindeer).

La période après la phase précoce est fréquemment désignée comme période archaïque, et séparée en deux tronçons. Ce sont les périodes archaïques ancienne (env. 8 000 à 6 000 av. J.-C.) et moyenne (env. 6 000 à 4 000 av. J.-C.). Puis on distingue la phase archaïque à l'ouest et la phase de Plano à l'est. On y rattache les cultures de l'Ohio, du Niagara et de l'Ontario du Sud. Le nombre des trouvailles est cependant faible, parce que le paysage a été sans cesse soumis à des modifications, ce qui détruisait la plupart du temps les restes culturels. On suppose que les membres de la culture du Plano suivaient les troupeaux de caribous vers l'est, toujours à la lisière des glaces. Sans eux, la vie était impossible au nord-ouest. Les eskers formaient en outre de remarquables voies dans un paysage autrement infranchissable. Vers 7 500 av. J.-C., les archaïques atteignent l'Ontario du sud. Là ils trouvent des propulseurs à javelots, une innovation technologique qui a probablement trouvé son origine vers 8 000 av. J.-C. dans le sud des États-Unis.
Une pointe de projectile (javelot ou flèche) de Nouvelle-Angleterre a été datée entre 6 000 et 5 000 av. J.-C. Elle appartient sans doute à la même culture que celle du Vermont (Fouilles de John's Bridge v. 6000 av. J.-C.), où l'on a dégagé des perçoirs et des traces de maisons. Les cultures proches de la côte ne sont pas faciles à distinguer du point de vue archéologique. Les grands centres étaient le fleuve Saint-Laurent et les Grands Lacs. Les premiers grands monuments sont des tumulus, dont le plus ancien connu est l'Anse Amour (5 500 av. J.-C.). Apparemment, une hiérarchie plus ou moins stabilisée s'est établie parmi les sociétés le long des lacs Érié, Huron (au sud), et Ontario, ainsi que du fleuve Saint-Laurent au-dessus de la ville actuelle de Québec. On ne peut que faire des hypothèses sur le fait que ce soit une région culturellement cohérente (appelée proto-laurentienne). Ses artéfacts datent d'entre 5 500 et 1 000 av. J.-C.
Le groupe des cultures plano est clairement discernable, et orienté vers un tout autre environnement. Son nom est tiré des Grandes Plaines, et d'ailleurs trop restreint, car ces cultures couvrent l'immense espace entre les territoires éloignés de la mer de la Colombie-Britannique et des Territoires du Nord-Ouest jusqu'au golfe du Mexique. Peu avant 8 000 av. J.-C. intervient un changement dans le système d'armes caractéristique pour ces cultures. Les pointes des projectiles ne sont plus serrées dans des tiges fendues, mais enfoncées dans la tige. C'est en même temps la phase où les forêts étendues cèdent progressivement la place à des paysages d'herbages. Les matières premières de certains outils ou armes de pierre proviennent de loin dans le sud.
Initialement, les cultures plano recouvrent le territoire entre la rivière Saskatchewan Nord, le pied des montagnes Rocheuses, jusqu'à la rivière de la Paix en Colombie Britannique. Le Manitoba était encore sous une énorme calotte glaciaire, mais les premiers habitats isolés se développent, des refuges ou des reliefs habitables au-dessus de la surface des glaces (Nunataks), comme dans l'Alberta du sud. En 2001, on a trouvé dans un de ces refuges au sud de Calgary de petits chevaux, qui étaient apparemment chassés vers 8 000 av. J.-C.
Par un étroit corridor au sud de la calotte glaciaire, de nouvelles techniques parviennent vers l'ouest. Ce n'est que plus tard que cet immense territoire culturel se divise visiblement en deux sous-espaces : les cultures anciennes du bouclier canadien, et des grandes Plaines. Au lac de South Fowl, à la frontière entre l'Ontario et le Minnesota, des artéfacts en cuivre ont été trouvés, ce qui indique une métallurgie remontant à environ 4 800 av. J.-C. Seule la culture du bouclier moyenne (4000 à 1000 av. J.-C.) fournit des vestiges plus importants.
À l'ouest, l'occupation remontant au moins à 9000 av. J.-C. a été recouverte par la Culture du plateau ancienne. On ne sait pas s'il s'agit là d'une immigration par le Fraser, ou à partir de l’intérieur des terres. Un cadavre de Gore Creek, âgé d'environ 8 500 ans indiquerait cette seconde hypothèse. L'immigration à partir de la côte aurait pu avoir lieu vers 4250 av. J.-C. Il ne semble cependant ne pas y avoir de lien avec les migrations croissantes de saumons le long de la côte ouest.
Les cultures côtières (cultures côtières du sud-ouest et du nord-ouest) le long de la côte ouest sont démontrées au moins jusqu'à 8000 av. J.-C. Mais on ne sait pas dans quelle direction l'occupation a eu lieu, et d'ailleurs elles peuvent provenir d'une racine commune. La linguistique tendrait plutôt à favoriser une migration à partir du nord. Déjà la plus ancienne trouvaille sur l'île de Vancouver dans la Bear Cove, montre une très forte orientation vers la chasse aux mammifères marins, dauphins, phoques et otaries. Une distinction frappante est celle entre groupes orientés vers la mer, avec des bateaux adaptés à la haute mer, et ceux qui se limitent à la pêche plus aisée au saumon. Mais beaucoup de restes proches de la mer ont été engloutis, car le niveau de la mer depuis 6000 av. J.-C. est monté de 10  à   15 m. Cette inondation de grottes d'habitation a dû faire monter la pression d'émigration vers l'intérieur des terres. Alors, la côte du nord-ouest a pris une autre voie de développement. Là aussi, la montée du niveau de la mer a détruit des traces, à part Haïda Gwaïi. Cet archipel a été occupé au plus tard vers 7500 av. J.-C. et il abrite, avec le peuple des Haïdas une des populations les plus sédentaires du monde. L'île de Dundas, plus à l'est, près de la côte, présente des traces d'occupation plus anciennes encore sur le site de Far West Point, qui présente des restes datés d'il y a 9690 ± 30 ans, soit le record sur la côte de Colombie Britannique.
Le commerce le plus ancien démontrable, celui de l’obsidienne remonte à 10 000 ans et est basé sur un dépôt sur le mont Edziza 2 787 m en Colombie Britannique du nord.
Au nord-ouest, la situation des fouilles est si contradictoire que toutes les hypothèses formulées jusqu'à présent pour déterminer les différentes cultures ont échoué. L'extrême nord, y compris le Groenland n'a été occupé que ponctuellement à partir de 2500 av. J.-C. et le nord de l'Ontario à partir de 2000 av. J.-C.

## D'environ 4000 à 1000av. J.-C.
À partir de 2500 av. J.-C. des occupations sont démontrées par de nombreux amas coquilliers, et on distingue les premiers signes d'une différenciation sociale. Les traces d'habitation indiquent des agglomérations qui s'associaient de manière saisonnière avec des tribus parentes pour la chasse. Dans les plaines, on peut repérer les maisons et les villages. Apparemment, la chasse à l'arc se répand dans le nord, en provenance d'Asie. Elle chemine lentement à partir du nord-ouest, où elle s'arrête longtemps, puis vers la côte est, pour enfin atteindre l'extrême ouest par une large boucle.
On trouve aussi des tombes près de la côte est, comme un cimetière au nord-ouest de Terre-Neuve (Port au Choix), utilisé de 2400 à 1300 av. J.-C. et où l'on a découvert 56 corps. Les tumulus y représentent les plus anciennes constructions monumentales connues du Canada. Les groupes formant cette culture sont désignés comme les Peuples maritimes archaïques ou Peuples à la peinture rouge en raison de l’utilisation de l'ocre rouge qu'ils faisaient. On distingue une période ancienne (6000 à 4000 av. J.-C.) et une période moyenne (4000 à 1000 av. J.-C.).
Entre 2000 et 1500 av. J.-C. le Labrador se refroidit sensiblement, ce qui atteint fortement les cultures côtières du Canada actuel. Les groupes qui occupaient le Labrador central depuis 4000 av. J.-C. évacuent le territoire. Vers 2250 av. J.-C. les Inuits qui ont atteint l'Amérique du Nord vers 3000 av. J.-C. en provenance d'Asie, se dirigent vers ces régions vers le sud, et également, des chasseurs en provenance de l'intérieur des terres atteignent les côtes. Le territoire au nord du Saint-Laurent semble avoir été abandonné. Vers 2000 à 1700 av. J.-C., il semble que des peuples du sud se dirigent vers le nord jusqu'au Nouveau-Brunswick (les Peuples Susquehanna archaïques), mais il est fort possible que seules leurs techniques se soient propagées vers le nord.
Sur les Grands Lacs, le niveau de l'eau s'élève, les conditions pour les poissons s'améliorent. C'est là qu'on peut alors démontrer l'existence de chiens domestiques, enterrés, comme on en a trouvé près du lac Huron. La culture des Grands Lacs et Saint-Laurent moyenne (ou Laurentienne archaïque) avait son centre sur le territoire du Québec actuel et en Ontario, et remontait à 4000, peut-être 5500, av. J.-C. La vallée de la rivière des Outaouais était un centre de production de cuivre, métal utilisé pour les pointes de flèches, les allènes, etc. Apparemment, on honorait aussi des lieux saints, et en tout premier lieu les lieux d'enterrement. On y trouve aussi des traces de crémations. Les principales maladies étaient la parodontose (CIM K05.4), l'arthrite chez les plus âgés, et les fractures osseuses. Il est probable que les peuples du sud se soient imposés, cependant le début de la culture Laurentienne est archéologiquement difficile à saisir, comme celle du complexe archaïque moyen. On a par exemple une caractéristique, un couteau en forme de demi-lune : le Ulu. L'accroissement de la population et la complexification des cultures créent un accroissement des découvertes archéologiques, et un classement plus significatif. Cependant, la région est exploitée par l'agriculture, si bien que de nombreuses découvertes, faites dans des terres labourées n'ont plus de stratigraphie précise, comme près des chutes du Niagara

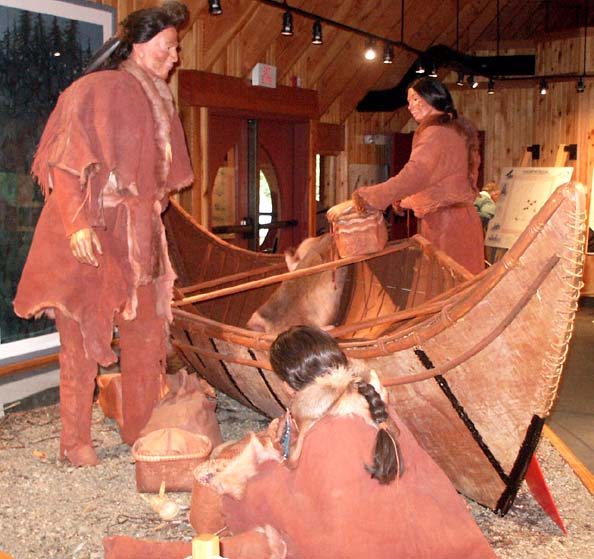
Reconstruction d'un habitat Béothuk dans un musée près de Gander/Twillingate sur Terre-Neuve, où ils vivaient.

Les cultures du bouclier canadien se sont développées à partir de 6000 av. J.-C. à partir des cultures Plano du district de Keewatin au sud-ouest, et de l’est du Manitoba, avec un processus ultérieur d'expansion qui dure environ quatre millénaires. Les Cris, Ojibwés, Algonquins, Innus et Béothuks, que l'on retrouve dans les premières sources écrites européennes remontent à ces groupes de la culture du bouclier. Vers 2000 av. J.-C., il y avait là cette culture qui avait des rituels d'enterrement complexes, avec offrandes d'objets de cuivre, d'outils et d'ocre. Les relations commerciales s'étendaient jusqu'au Dakota. Comme les régions habitées n'étaient pas bien continues, les séries de trouvailles archéologiques sont rares. Mais on peut reconnaitre les cycles de migrations saisonnières qui se sont perpétuées pendant des millénaires.
Les cultures des plaines sont difficilement saisissables, et on doit se rapporter aux types d'armes. Néanmoins, les possibilités d'en tirer des conséquences sont vagues. Les changements dans les pointes de projectiles indiquent peut-être le déclin de la forêt au profit des paysages d'herbages, avec les modifications corrélatives des espèces chassées. Sur le site de fouilles de Cactus flower en Alberta, on a trouvé une pipe en forme de tube, âgée de 4 700 ans environ. De nombreuses pointes de flèches proviennent des ateliers de calcédoine sur la Knife River dans le Dakota du Nord. En tout, dans l'intervalle entre 6000 av. J.-C. et notre ère, on compte 5 modifications fondamentales : les phases sèches s'adoucissent, l'espèce de bisons actuelle se répand, les chiens sont introduits comme animaux de bât et de trait, ce qui augmente la mobilité, le tipi se généralise, et finalement la technique de cuisson avec des pierres chaudes permet la fabrication du pemmican, qui permet de surmonter les phases de disette.
La culture du Plateau moyenne entre les Rocheuses et la chaîne côtière du Pacifique développe vers 2500 av. J.-C. ce que l'on appelle le kekuli, une maison semi-enterrée. En même temps, la nourriture s'enrichit en saumon, bien que tout ce qui est mangeable ne soit pas négligé, des coquillages aux moufettes. Les tribus salish actuelles se font mettre en liaison étroite avec cette culture. Les exceptions dans ce domaine sont les Nicola, qui parlent Eyak-athapascan et les Kootenays. Le changement culturel le plus important est le passage du nomadisme à une demi-sédentarité avec des villages d'hiver fixes et des migrations saisonnières estivales correspondant aux besoins de la chasse et de la cueillette, ainsi qu'aux pèlerinages aux lieux d'importance rituelle vers 2000 av. J.-C.

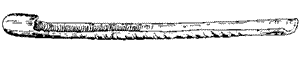
Propulseur à javelot, ou atlatl

C'est une évolution similaire qui s'opère sur la côte ouest, dont les cultures se différencient de plus en plus sur le plan régional (v. Salish de la côte). La hiérarchie des sociétés se marque plus clairement : certains groupes ont un meilleur accès aux ressources, amassent des richesses et promeuvent le commerce. Le saumon, le poisson-chandelle et les coquillages deviennent les nourritures les plus importantes, et c'est pourquoi surgissent les nombreux amas coquilliers, dans lesquels on retrouve des artéfacts parmi les moins durables. Vers la fin de l'époque, on trouve les premières maisons de bois. Les Salish n'étaient pas seulement des chasseurs-cueilleurs, mais au plus tard à partir de 1600 av. J.-C. ils deviennent agriculteurs, ce que l'on sait dans le cas de la tribu Katzie grâce à une fouille de sauvetage de 2007.
À l'opposé, dans les bassins du Yukon et du Mackenzie avec leurs immenses territoires d'immigration, se trouve une culture de chasse au long cours, avec une mobilité extrême de petits groupes. D'où une grande rareté des sources archéologiques. L'hypothèse dominante d'invasions à partir des Plaines vers 4000 av. J.-C. s'expliquerait le plus aisément avec l'introduction du propulseur à javelot (Atlatl), qui demande d'autres pointes de projectiles. Entre 5000 et 2000 av. J.-C. se produit aussi une migration vers le sud de cultures Inuits. Il est probable que les langues athapascanes remontent à cette culture régionale

## Pré-contact avec les Européens
Les Premières Nations sur le continent nord-américain depuis le début de l'occupation humaine jusqu'au XIXe siècle étaient surtout nomades, migrant lors des saisons afin de suivre les phases de la végétation et les migrations animales. Les hommes étaient principalement des chasseurs et les femmes étaient surtout responsables de la cueillette. Les relations entre les tribus étaient plutôt limitées puisque la collaboration n'était pas nécessaire, chaque tribu étant auto-suffisante. Cependant, il survint tout de même des systèmes d'alliances et d'habitations durables, comme ce fut le cas dans la région des Grands Lacs.
Dans le territoire canadien, les Premières Nations pratiquaient surtout le chamanisme et n'établirent jamais de véritables théocraties comme le firent les autochtones d'Amérique centrale et du Sud qui devinrent plus sédentaires.

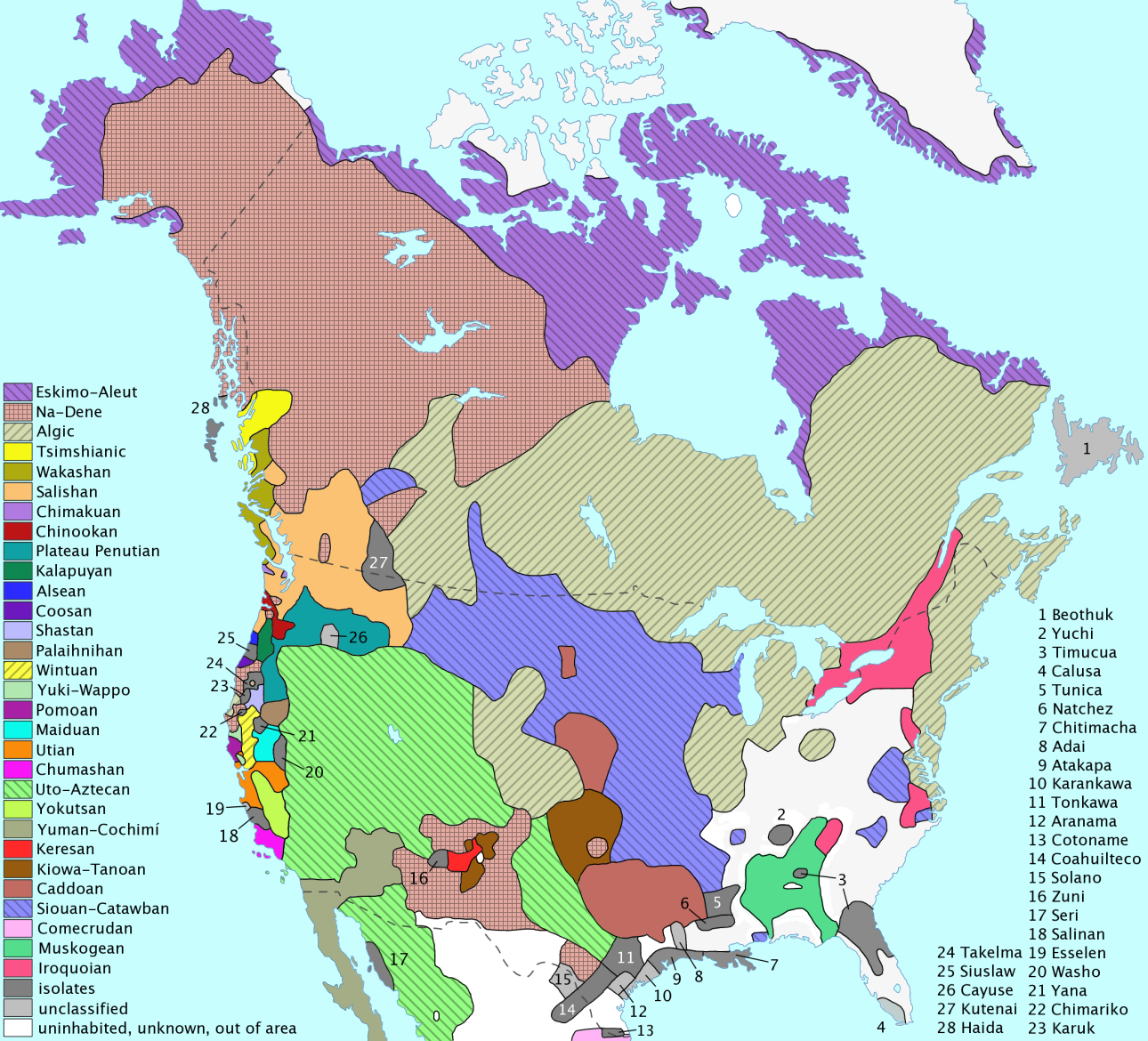
Groupes linguistiques indigènes en Amérique du Nord.

Chaque nation développa sa propre langue au sein de différentes familles linguistiques. Des langues globales ne virent le jour que sous la forme de langues commerciales, comme le chinook, mais elles n'atteignirent qu'une extension régionale. Dans les Prairies, c'est une langue des signes qui permettait de franchir les nombreuses barrières linguistiques. Bien que des débuts rudimentaires de systèmes d'écriture furent trouvés, les Premières Nations utilisaient surtout des pictogrammes symboliques.
La roue, si importante dans d'autres aires culturelles, ne joue, comme dans toute l’Amérique, qu'un rôle imperceptible. De même, la métallurgie, n'apparait que pour le cuivre, et d'ailleurs assez tôt, mais c'est une substance rare, de haute valeur et très demandée pour le troc.
Le wigwam, fait d'une armature de branches recourbées recouverte d'écorce ou de tissus représente un logement mobile adapté à la vie des chasseurs, que l'on peut facilement replier et rebâtir. La même chose est valable pour le tipi, tente faite de perches en cône recouvertes de cuir des chasseurs de bisons des prairies. Les maisons habitées plus longtemps pour l'hiver sont bâties sur la côte nord-ouest avec des planches de bois, dans les forêts de l’est surtout avec du bois et de la glaise, recouverts d'herbe.

## Jusqu'aux premiers contacts avec les Européens (v. 1500)
Les trois changements les plus marquants dans la période entre 1000 av. J.-C. et 1500 apr. J.-C. sont une stabilisation du climat environ à son niveau actuel, ainsi que l'introduction de deux nouvelles techniques. La première, la fabrication de récipients en céramique, atteint le territoire du Canada actuel à partir de l'Amérique du Sud par un long cheminement par la Floride. L'autre, arcs et flèches, vient d'Europe ou d'Asie, et a probablement été introduit par les Paléoesquimaux. Par le surgissement de ces nouvelles techniques adviennent de nouvelles possibilités d'interprétation des fouilles archéologiques de cette période.

### L'est: périodes sylvicoles

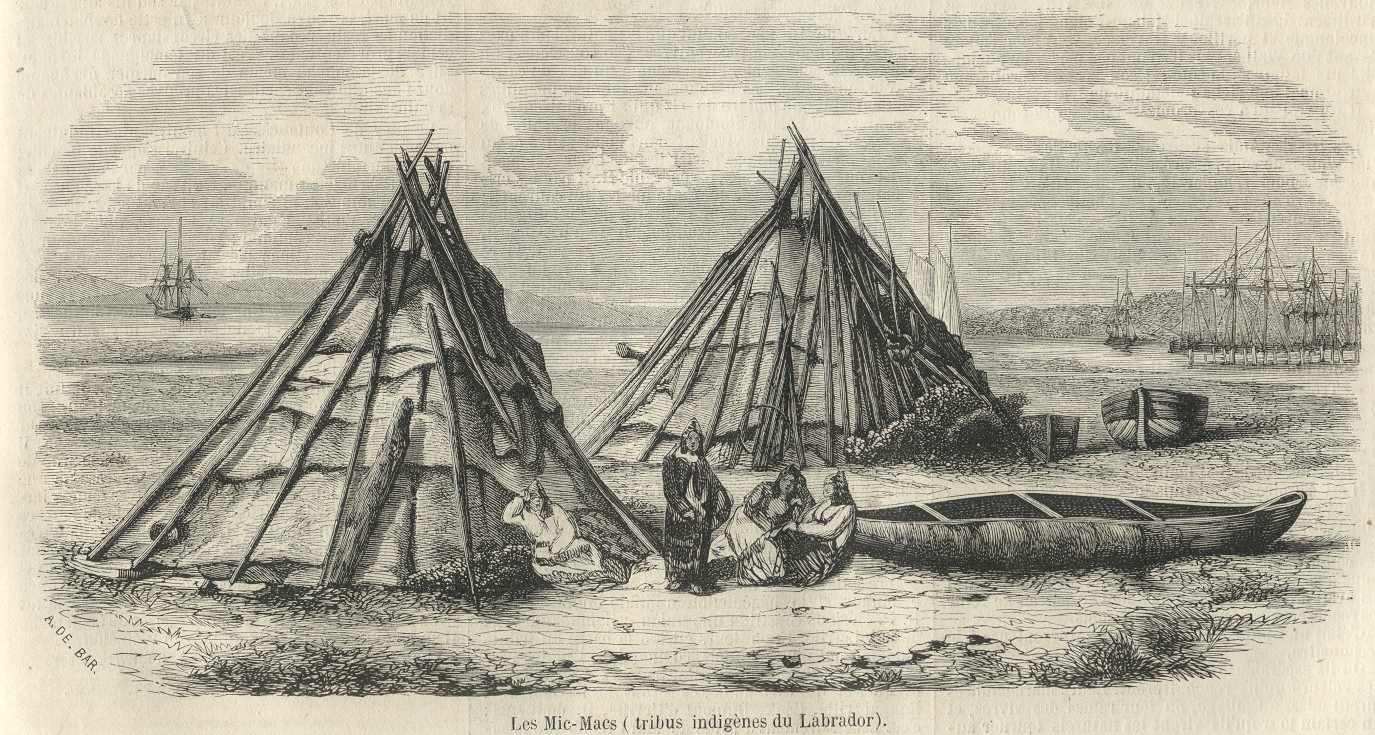
Micmacs au Labrador (Le Monde illustré, no 53, 1858, Mac Vernoll: „Les Mic-Macs (tribus indigène du Labrador))

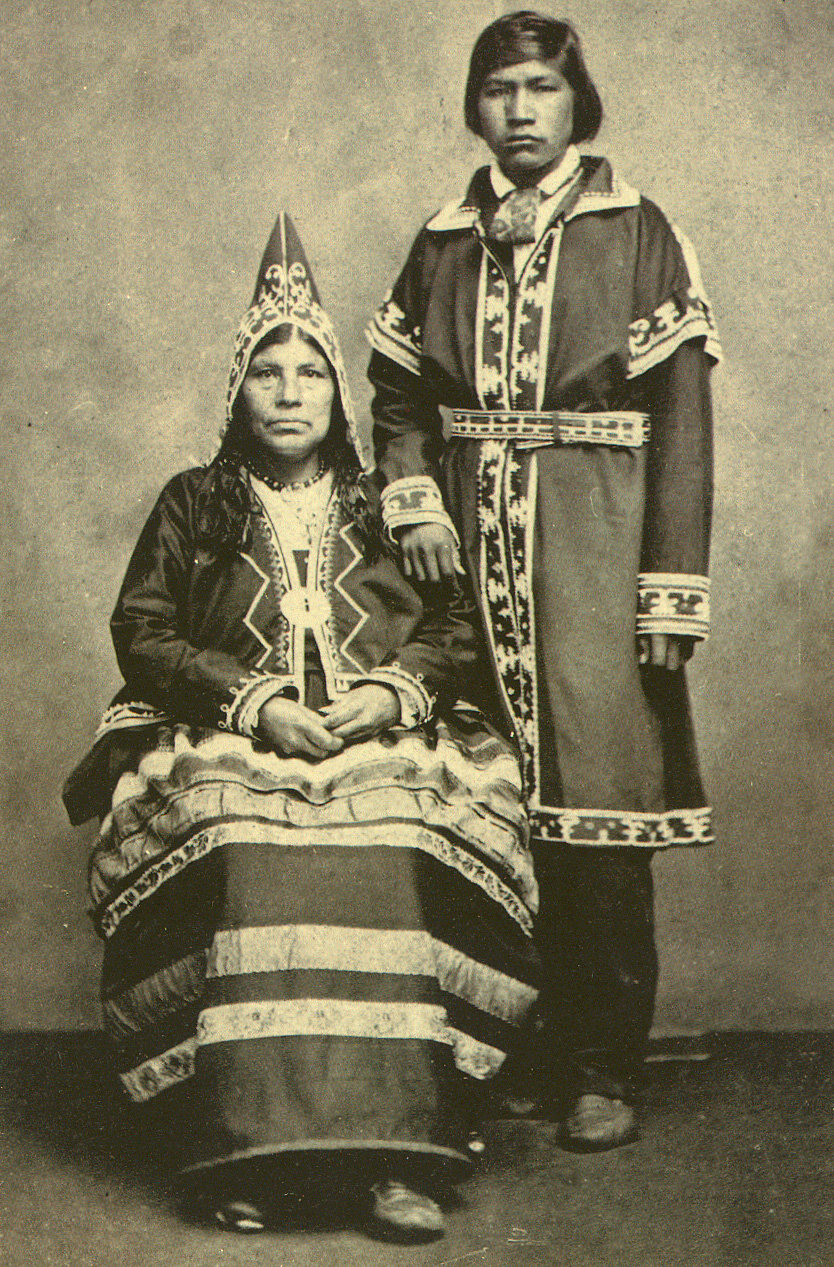
Micmacs de Nouvelle-Écosse, v. 1865, National Anthropological Archives, Smithsonian Institution, Washington D.C.

Les groupes ethniques qui sont derrière les artéfacts des phases récentes de culture sont probablement les ancêtres des Micmacs, des Malécites (au Canada  Wolastoqiyik, peuples du Saint-Laurent) et Passamaquoddys (qui ne sont pas reconnus comme Premières Nations au Canada). Dans une perspective archéologique, les nombreux récipients en céramique donnent dès 500 av. J.-C. une forte augmentation d'artéfacts et de trouvailles. C'est alors que se termine sur la côte est la phase archaïque, que l'on détache des périodes sylvicoles. On y distingue les poteries par leurs ornementations : un groupe, au nord, a un genre d'empreinte estampée, tandis qu'au sud (à peu près entre Trois-Rivières et Québec), la décoration est obtenue par le rapport de rubans. Au Nouveau-Brunswick, qui a été mieux étudié, on voit que la sédentarité hivernale (dans les sites à amas coquilliers) s'est imposée, et beaucoup de villages étaient même déjà occupés toute l'année. L'importance des coquillages s'accroît, bien que certaines fouilles montrent qu'elle était déjà conséquente bien auparavant. La région a emprunté en partie aux cultures Adena, éloignées d'environ 1 700 km, des pratiques d'enterrement, mais elle a aussi participé à leur développement, comme on le trouve sur les fouilles de la rivière Miramichi, site considéré comme sacré jusqu'aux temps historiques par les Micmacs. Ceci ferait remonter leur tradition orale à 2 500 ans. 

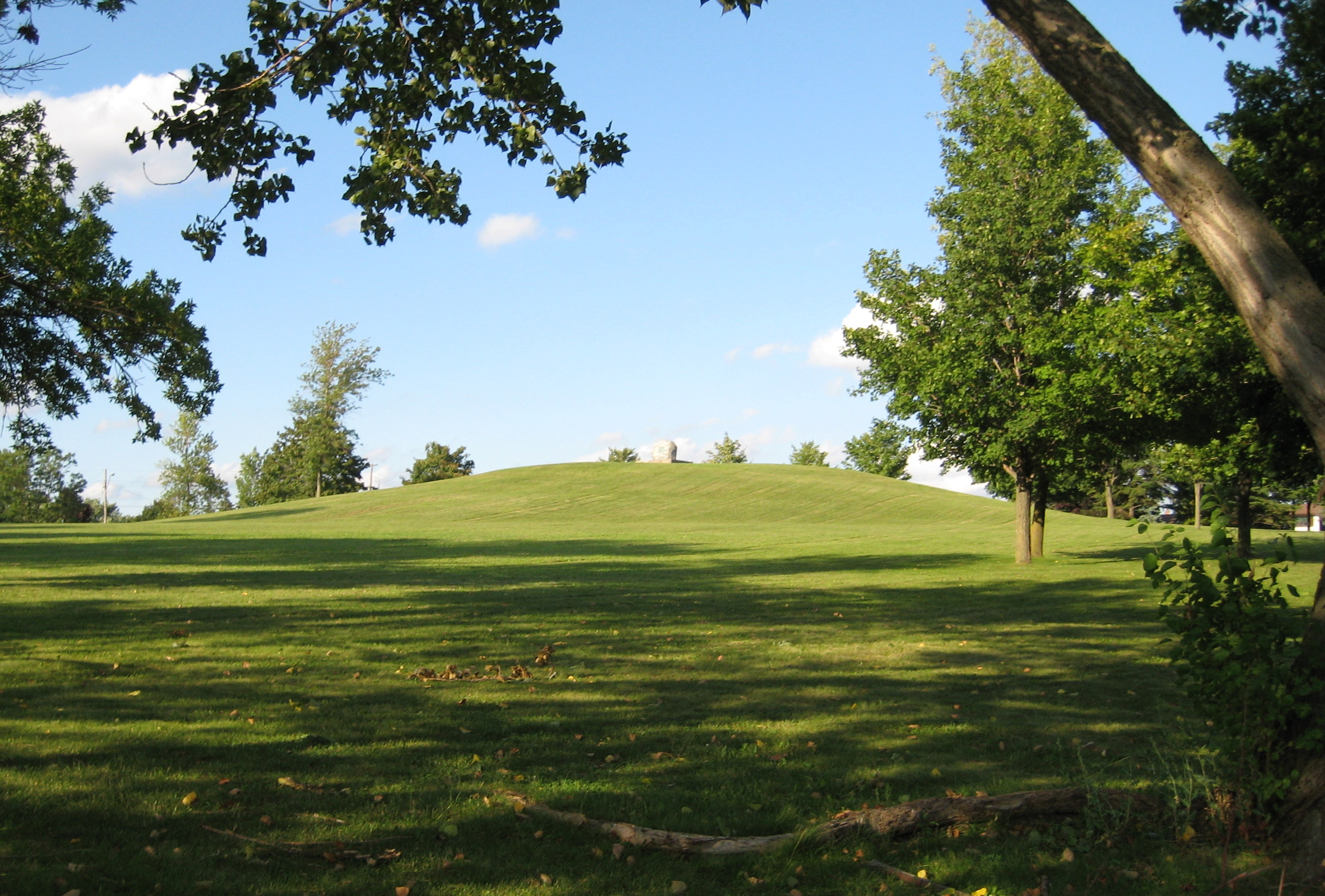
Le Taber Hill à Toronto, un tumulus iroquois de 20 m de haut. On y a trouvé les restes de 472 personnes datant de vers 1250.

La Période sylvicole ancienne ou débutante s'étend le long des Grands Lacs et du Saint-Laurent depuis environ 1000 av. J.-C. jusque 500 apr. J.-C. Cette désignation se rapporte à la diffusion des poteries, une technique inconnue auparavant. Les Iroquois y trouvent leur origine ainsi que quelques tribus Algonquins. Longtemps, on a trop insisté sur le passage de la société de chasseurs-cueilleurs à celle des cultivateurs de jardins. Cependant l'importance des citrouilles a toujours augmenté. Mais on montre que les citrouilles étaient déjà cultivées vers 4000 av. J.-C. dans le Maine. Cependant il y a certains aspects de modifications fondamentales. Entre les lacs Ontario et Érié, ainsi qu'à New York, des groupes isolés ont pris le contrôle exclusif de carrières de silex. En les façonnant sur des formes de base, ils les vendaient au loin. Ces silex d'Onondaga ont été entre 1000 et 500 av. J.-C. utilisés principalement pour cette nouvelle arme que constituait l'arc et la flèche. En outre, les Burial Mounds (tumulus funéraires) se sont répandus à partir de la vallée de l'Ohio, nombreuses collines de terre qui gardaient les morts. Finalement on a aussi développé une technique de nasses avec laquelle on pouvait pêcher aussi dans les cours d'eau rapides.

### Le bouclier canadien
Les cultures du bouclier canadien se divisent en un groupe ouest et un groupe est, qui remontent tous deux à la culture du bouclier moyenne. Les deux groupes se distinguent surtout par leurs outils, moins par leur mode de vie, même si la branche est n'a adopté la poterie que très tard. Ceci peut être rapporté au fait que ces territoires sans argile étaient plutôt des territoires de parcours pour les groupes de chasseurs. Les influences de la culture Adena se montre ici aussi, jusqu'au Labrador central. Ses tumulus typiques apparaissent aussi dans la culture du bouclier ouest, par exemple à la Rivière à la Pluie au sud de l'Ontario, et qui est mis sous la protection des monuments historiques dans le cadre de la Manitou Mounds Provincial Park Reserve. Les collines en galets de rivière restent jusqu'à présent mystérieuses ; elles servaient peut-être aux chamans comme lieux de retraite. Comme les peintures rupestres à l'origine de cette hypothèse ne sont pas datables, on ne peut guère répondre aux questions sur leur fonction exacte.
Les canoës en bouleau sont ici le principal moyen de transport pour marchandises et voyageurs. Les groupes les utilisent pour étendre leurs territoires de déplacement vers les anciens territoires des Plaines, vers l'ouest et le sud-ouest, qui ont été entre 1500 et 500 av. J.-C. rendus notablement plus humides et envahis par la forêt. Ce qui a provoqué l'extinction locale des troupeaux de bisons. Le commerce au long cours de calcédoine de l'Orégon et d'obsidienne du Wyoming dépend également du transport fluvial. Les seuls restes humains connus proviennent de 39 individus de deux tumulus, Smith Mound 3 et 4 au nord du Minnesota. Il pourrait se faire que les tribus des cultures algonquines du Manitoba du sud, du Minnesota et de l'Ontario proche dépendent génétiquement d'eux. Vraisemblablement, c'est grâce à la domestication du riz sauvage qu'un petit groupe de propriétaires terriens s'est élevé et s'est distingué également culturellement du reste de la population. Le sud de l'Ontario est aussi inclus dans des relations de commerce à longue distance avec la culture Hopewell. Dans l’environnement du lac Ontario on trouve du cuivre de haute pureté qui a été répandu comme matière pour la bijouterie dans tout l’est de l’Amérique du Nord.

### Les Plaines et les Prairies

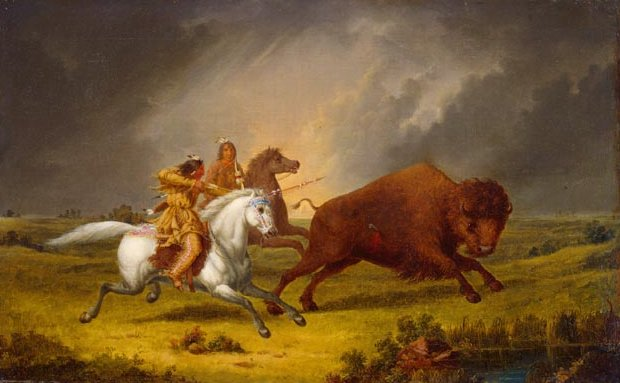
Assiniboines à la chasse au buffle, peinture de Paul Kane, 46 × 73.7 cm, (entre 1851 et 1856), maintenant à la National Gallery of Canada à Toronto

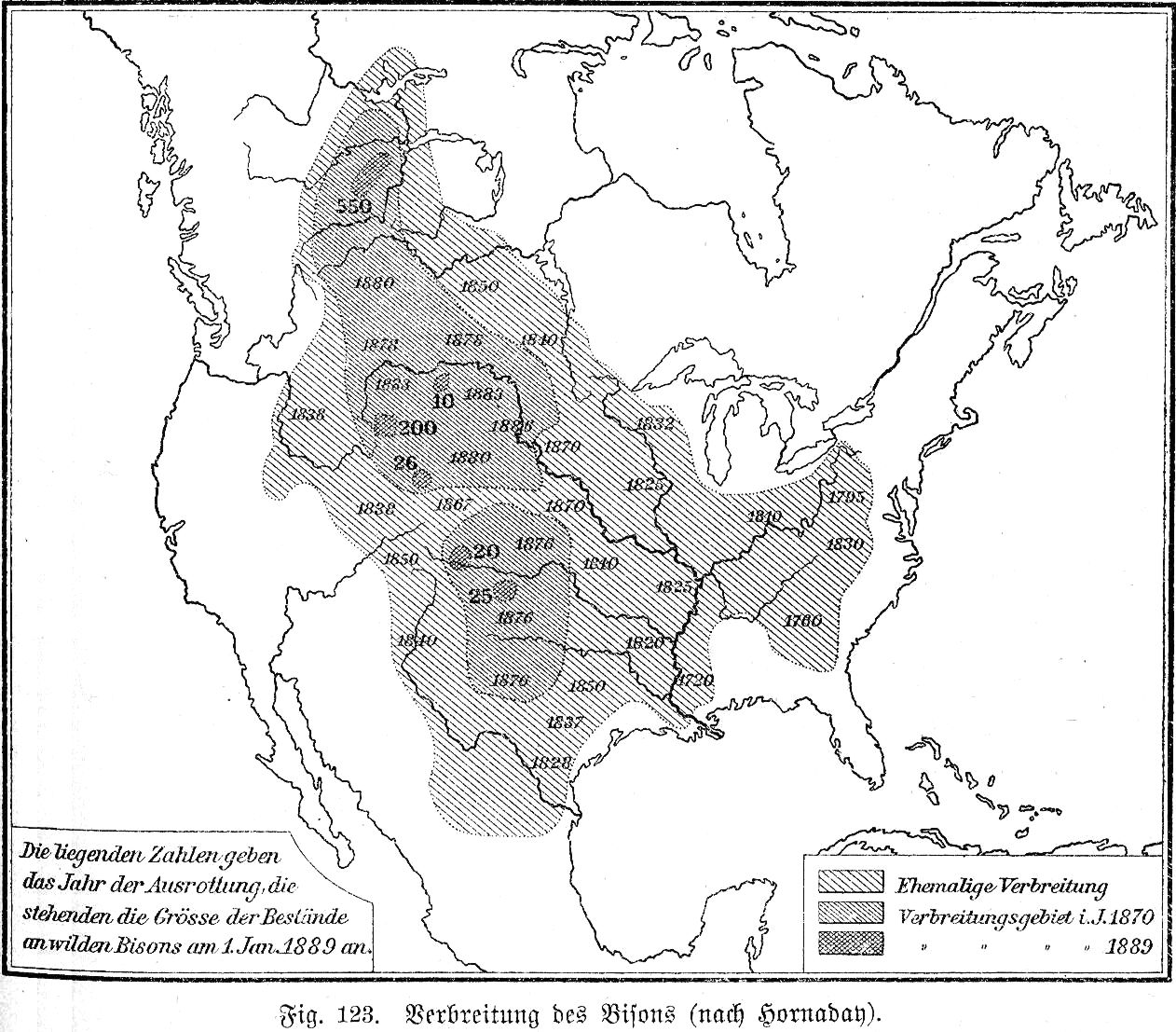
Zone de répartition des buffles aux, carte du zoologiste et président de l' American Bison Society, William Temple Hornaday (1854–1937)

La culture des Plaines tardive vit largement des buffles (bison d'Amérique du Nord), avec une importance croissante du pemmican. Des toponymes tels que Head-Smashed-In Buffalo Jump (Précipice à bisons Head-Smashed-In) ou Old Women’s Buffalo Jump indiquent une chasse du buffle par rabatteurs, cependant ces endroits sont rares. Les Prairies semblent avoir régressé en faveur des forêts jusqu'environ 650 av. J.-C. À cette époque, au plus tard vers 500 av. J.-C., l'arc supplante le javelot, avec néanmoins une longue coexistence. Outre la viande de bison, une fouille près du Pelican Lake montre que les élans, les castors, les brochets, les sandres, mais aussi des racines, sont très importants. Les tumulus ne sont présents que dans les deux Dakotas. Au Montana, on trouve des villages de tentes de dimensions considérables, et qui ont été utilisés sur un millénaire. Les tipis sont ceints de barrières de pierre. Le commerce au long cours avec l'obsidienne, le silex et d'autres matériaux est très étendu et atteint vers l'ouest le fleuve Fraser et le Pacifique. Apparemment, il y a là des lieux sacrés, où les chamans conjurent les puissances métaphysiques. Il y a des indications sur le fait qu'au moins une bonne partie des morts sont mis à sécher sur des supports avant leur enterrement. On rentre aussi les morts dans leurs tentes. Certaines fouilles montrent des individus assez grands, mais qui souffrent souvent d'arthrite ou d'autres maladies.

### Le Plateau
La culture du Plateau tardive est caractérisée par la petitesse de ses espaces – comparativement à l'immensité du paysage. En ce qui concerne la migration entre les villages d'hiver et les camps d'été, rien n'a changé. Les provisions sont disposées dans des trous dans la terre, les pierres chauffées servent à cuisiner, le saumon fournit la part du lion dans la nourriture. Des sculptures en forme d'animaux semblent se multiplier, et également le commerce avec les peuples de la côte, principalement sur le Fraser moyen et la Thompson. Les villages deviennent notablement plus grands, et la population s'accroît, cependant beaucoup de ces grands villages ne sont habités que pour une courte période, tandis que d'autres le sont pour un millénaire (p.ex. Keatly Creek Site). La caractéristique est la maison semi-enterrée, encore que ceci soit remis en question chez les Kootenays. Ce type d'habitation rend possible un stockage plus important, et assure donc mieux la nourriture (à partir de 2000 av. J.-C.). Chez eux, l'influence des cultures des Plaines ne se renforcera qu'avec l'introduction du cheval. Les locuteurs du groupe des langues Eyak-athapascanes, comme les Chilcotins et les Dakelh n'ont peut-être émigré vers le sud que vers 500 av. J.-C.
La phase du Plateau tardive est divisée à son tour en trois sous-phases, l’horizon Shuswap (2500 à 500 av. J.-C.), l’horizon Plateau (500 av. J.-C. à 800 apr. J.-C.) et l’horizon Kamloops (800 à 1800). L'arc et les flèches apparaissent très tard. Les récipients à tête humaine sont probablement des chefs-d'œuvre de cérémonie. Et il s'est développé une société basée sur les liens de famille, au-delà des liens tribaux et sur une hiérarchisation. L'accès aux ressources dépend de la considération, qui devient de plus en plus héréditaire.

### La côte nord-ouest
La culture de la côte Pacifique se rapproche des particularités trouvées par les Européens à la fin du XIXe siècle. Elle est stabilisée depuis entre 500 et 800. En allant du sud au nord, la société hiérarchisée héréditaire devient plus forte, et la hiérarchie plus rigoureuse. Une couche de familles dirigeantes contrôle le commerce, l'accès aux ressources et la puissance politique et spirituelle. Les simples membres des tribus ne doivent en rien représenter la masse des individus, pas plus que les esclaves, pour la plupart des prisonniers de guerre.
En plusieurs endroits, il est très probable que les fouilles locales peuvent être rapportées à des tribus de la même région, comme les Tsimshians, qui ont occupé au plus tard en 2000 av. J.-C. le site actuel de Prince Rupert. Les différenciations régionales se situent par exemple pour les groupes du détroit de Géorgie et de la vallée du Fraser : on y distingue le complexe de Locarno-Beach ou le complexe de Marpole, qui se basent sur la pêche du saumon (voir les Salish de la côte) des Yuquot, qui montrent une culture basée sur la pêche en haute mer, en particulier à la baleine. Au nord, les sites de fouilles représentatifs sont Namu, Prince Rupert et Haida Gwaii, et quelques sites sur le fleuve Fraser, encore plus orientés vers la pêche au saumon. C'est là que surgissent pour la première fois des tumulus funéraires. Et ce n'est qu'en 400 apr. J.-C. qu'apparaît l'arc dans la région.
Ici aussi, les villages semblent plus nombreux et apparemment plus grands, sauf sur le détroit de Géorgie. Les Salish de la côte actuels se rattachent à la culture de Marpole, et sans doute bien plus haut. Cette culture est déjà caractérisée par la même différenciation sociale, par les maisons en bois abritant plusieurs familles, par la pêche et la conservation du saumon, par des riches sculptures de dimensions parfois monumentales, par des cérémonies complexes, et bien sûr aussi par les potlatchs. Sur la rivière Hoko, dans le Washington, on trouve les formes d'approvisionnement pour l'hiver décrites plus tard par les Européens. À Namu, on trouve déjà en 7000 av. J.-C. un ensemble d'éléments culturels des Salish de la côte, et de leurs voisins du nord, comme les Nootkas. On constate que les différences culturelles entre groupes relativement rapprochés dans l'espace, comme la rivière Hoko et le nord-est Musqueam, résident surtout dans les arts éphémères comme le tressage des paniers, plutôt que dans celui des techniques bien plus anciennes comme celles des armes de pierre, qui réagissent tendanciellement uniformément et lentement aux besoins toujours pareils, et qui forment d'ailleurs la masse principale des résultats de fouilles.

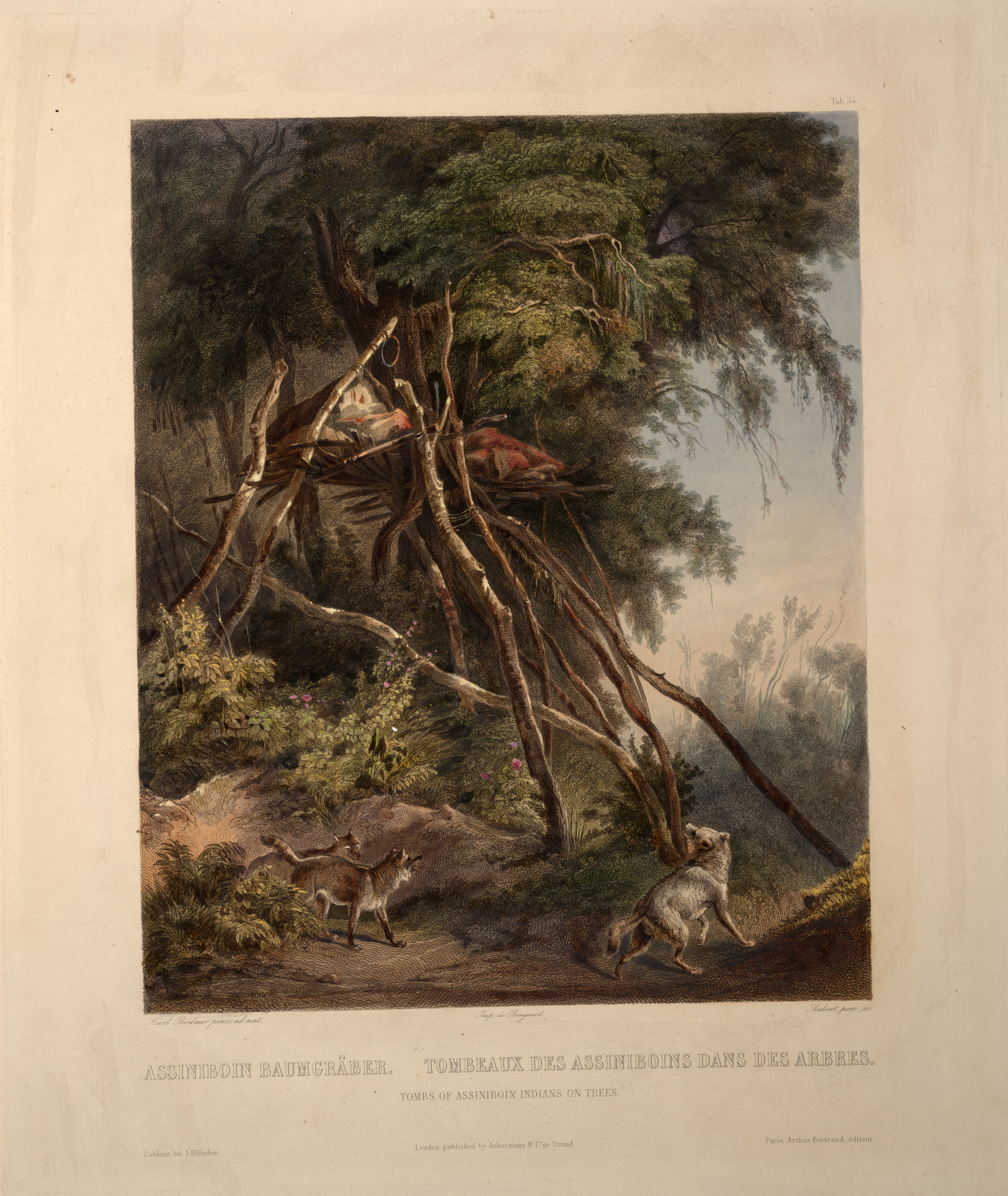
Sépultures de morts dans un arbre chez les Assiniboines, Karl Bodmer, v. 1840–43

Entre 500 et 1000 apr. J.-C. les mœurs de funérailles changent à nouveau. Les défunts reçoivent alors toujours plus souvent leur sépulture dans des arbres, sur des poteaux, dans des mausolées ou des grottes. Vers 500 à 700, de plus en plus de villages sont fortifiés – en particulier dans le sud – avec des fossés creusés et inondés, plus au nord avec des palissades. La phase guerrière s'étend jusqu'à l'époque des premiers contacts avec les Européens, qui n'ont fait que l'exacerber.

### Le nord-ouest
La recherche sur la préhistoire de l'intérieur des terres au nord-ouest a été particulièrement faible. C'est un territoire où les langues athapascanes dominent. On a quelques sites de fouilles dans le bassin du Mackenzie, datant à partir d'environ 700 av. J.-C. Le Taye Lake Complex date d'entre 4000 et 1000 av. J.-C. tandis que le Taltheilei Complex remonte probablement à l'immigration en provenance de la Colombie Britannique et du Yukon, une migration qui va jusqu'à la baie d'Hudson, et peut-être repousse là les précurseurs des Inuits.
On relie les fouilles réalisées dans le bassin du Mackenzie avec les Athapascans entre 1000 av. J.-C. et 700 apr. J.-C. Le complexe de Taye Lake dans le Yukon du sud date d'entre 4000 et 1000 av. J.-C. On suppose que la phase désignée par Old Chief Creek au Yukon du nord est en relation étroite avec cette culture, et elle donnera naissance aux Gwich’ins, tandis que la phase Taye Lake au sud donnera les Tutchone. Les caractéristiques sont les pointes de projectiles lancéolées, les couteaux à double tranchant, ainsi que l’absence des lames très petites nommées microblades. Au vu de l'extrême pauvreté des fouilles, il n'est pas clair de savoir si les deux principaux groupes archéologiques ne sont pas purement une construction intellectuelle.

## Influence européenne (XVIeauXIXesiècle)
La période coloniale commence à la fin du XVe siècle sur la côte ouest avec un commerce qui augmente, et qui s'envenime vite en conflits violents, surtout quand les colons revendiquent des terres, ou quand les conflits entre tribus sur ces revendications s'étendent à des conflits entre États européens. Les suites en sont de véritables guerres de coalitions, reflétant souvent des guerres européennes. Là-dessus, les indigènes tentent de monopoliser les contacts commerciaux, en formant autour des forts de nouvelles tribus, dont beaucoup portent encore le nom du fort. Pendant toute cette période surgissent toujours de nouvelles épidémies (variole, rougeole, grippe, tuberculose, etc.), contre lesquelles les indigènes n'ont pratiquement aucune défense immunitaire. Dès que les Amérindiens deviennent dépendants, les conquérants essaient de les refouler vers des territoires impropres aux colons, ou – comme surtout au Canada – de les regrouper dans des réserves et de les adapter à un mode de vie convenable selon leurs propres conceptions.
Principalement, il y a eu sept puissances européennes qui sont intervenues de cette manière : l'Espagne (de 1789 à 1810, sur la côte ouest), la France (environ de 1604 à 1763), le Royaume-Uni (de 1607 à 1867/1931), et la Russie (de 1741 à 1867, essentiellement en Alaska), et accessoirement les Pays-Bas (1624-1664 à New York, ex-La Nouvelle-Amsterdam), la Suède (1638-55 sur le Delaware) et le Danemark (Groenland, depuis 1721). Finalement, le conflit entre Français et Britanniques se résout à la fin de la Guerre de Sept Ans, tandis que les conflits possibles sur la côte ouest sont aplanis par la vente de Fort Ross en 1841 et l'achat de l'Alaska en 1867, comme pour la crise de la baie de Nootka entre le Royaume-Uni et l'Espagne (1789-1794).
Les États-Unis jouent un rôle spécial, en achetant en 1803 la Louisiane et en se livrant de 1812 à 1814 à une guerre contre les Britanniques ainsi que leurs alliés amérindiens au Canada (guerre anglo-américaine de 1812). C'est alors que s'établissent les premières délimitations frontalières, qui, au-delà des Grands Lacs, coupent  le continent au niveau du 49e degré de latitude (traité de l'Oregon). Les États-Unis avaient déjà joué un rôle dans le conflit anglo-espagnol le long de la côte Pacifique. Au nord, l'achat de l'Alaska russe par les États-Unis en 1867 a séparé des zones avec des politiques indiennes bien différentes.
Alors que la politique coloniale française est dominée par les intérêts commerciaux, et que la colonisation sert plutôt à établir des plaques tournantes commerciales, pour les Britanniques, elle est caractérisée depuis le début par l'intérêt de la colonisation proprement dite, et les rivalités entre groupes de pression protestants.
Au contraire des États-Unis, l'occupation des sols par les colons joue un rôle minime au Canada, à l'exception des quelques espaces d'agglomérations. Ainsi, la Couronne prend le contrôle administratif des peuples indigènes via le monopole de la Compagnie de la Baie d'Hudson, dont les intérêts commerciaux se rapprochent plus d'un accord pacifique avec et entre les tribus indiennes. Ce n'est que l’afflux de nombreux chercheurs d'or (avant tout des États-Unis) qui incite le Royaume-Uni à favoriser sa propre émigration, pour garder l'équilibre. Les mariages au sein des communautés indigènes créent alors chez les tribus matrilocales, c'est-à-dire celles où le couple vit dans le village de la femme, de nouvelles couches dirigeantes, qui ont un meilleur accès au monde des « blancs ».

### L'influence européenne

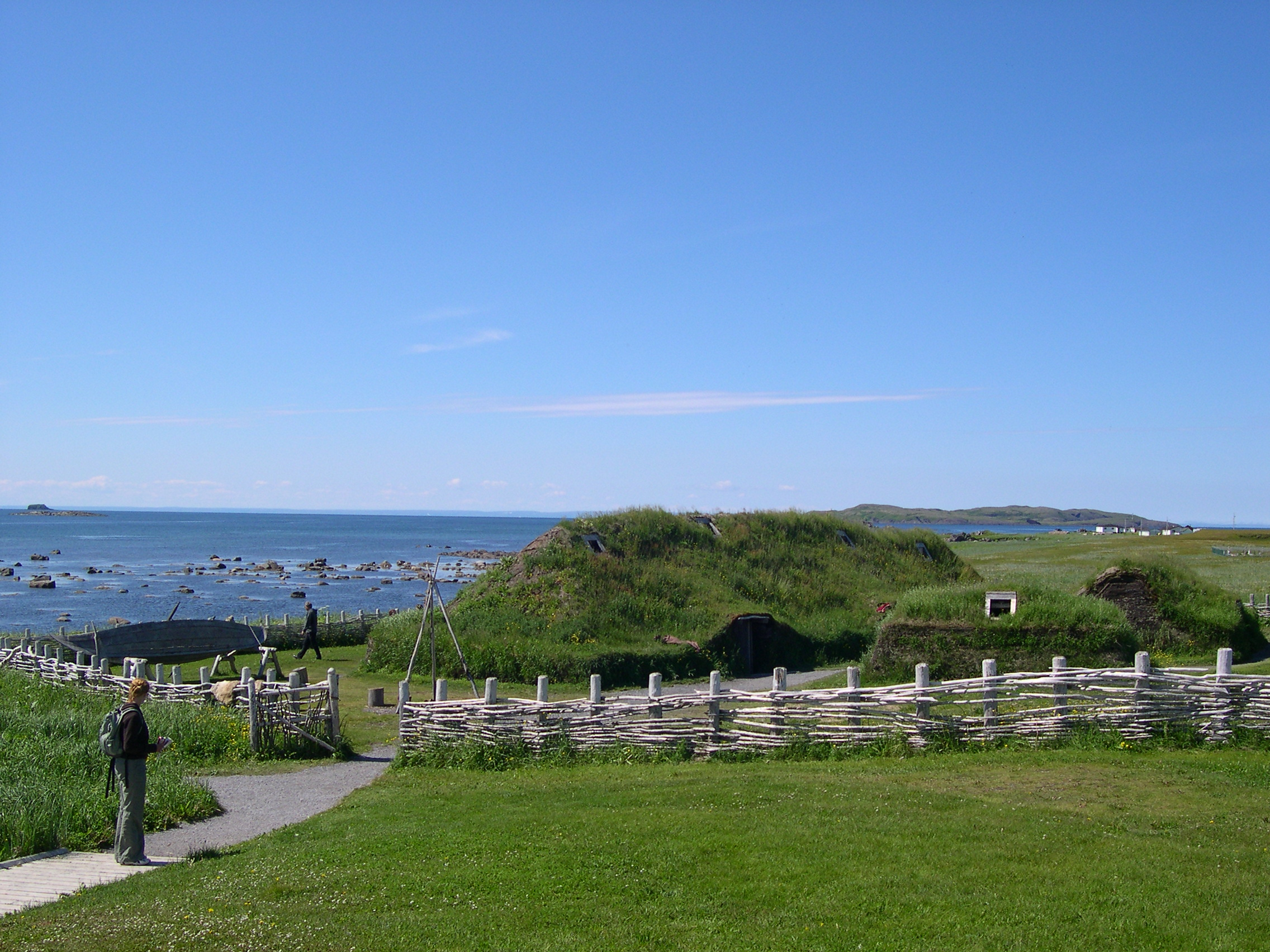
Habitat viking L'Anse aux Meadows sur Terre-Neuve (fouillé à partir de 1961, reconstruction)

Vers 1000 apr. J.-C., il y a une colonisation de Terre-Neuve par des colons islandais du Groenland, mais elle est de courte durée. Plus loin au nord, sur l'île de Baffin, il y avait déjà eu apparemment plusieurs siècles auparavant des contacts qui n'étaient pas uniquement commerciaux. Des objets d'usage quotidien indiquent des séjours assez longs Les islandais nommaient les habitants Skraelinger, mais il n'est pas clair de savoir s'il s'agit de Béothuks ou d'Inuits de la culture de Dorset. Dans les sources, les territoires découverts s'appellent Helluland, Markland et Vinland, qui pourraient être des territoires le long de rivière Clyde, au Labrador sud et sur Terre-Neuve. Apparemment, les vikings et les groupes régionaux échangent déjà à cette époque des fourrures contre des objets métalliques et des étoffes.

### Contacts sans colonisation à l'est (1497–1604)
Les Micmacs et les Béothuks sont probablement les premiers à entrer en contact avec les Européens, la seconde tribu étant considérée comme éteinte depuis 1829. Selon toute probabilité, les pêcheurs du Pays basque et d'Angleterre parcourent les fonds de pêche autour de Terre-Neuve depuis le XVe siècle, et les Basques découpent encore des baleines à Red Bay en Terre-Neuve-et-Labrador, sur la côte du Labrador entre 1530 et 1600. Le premier Européen dont l'atterrissage en Amérique du Nord est noté dans les sources est Giovanni Caboto (Jean Cabot). Il accoste en 1497 à un endroit pas parfaitement défini sur la côte est et emporte trois Micmacs avec lui vers l'Angleterre. Au plus tard en 1501, quand le Portugais Gaspar Corte-Real fait prisonniers 59 Béothuks, qui se noient au naufrage de son bateau, les Béothuks et les Micmacs ont de nombreux contacts avec les pêcheurs espagnols, français, britanniques et irlandais, qui rendent visite à la côte chaque été. En 1578, on compte chaque été presque 400 bateaux de pêche sur la côte est canadienne.

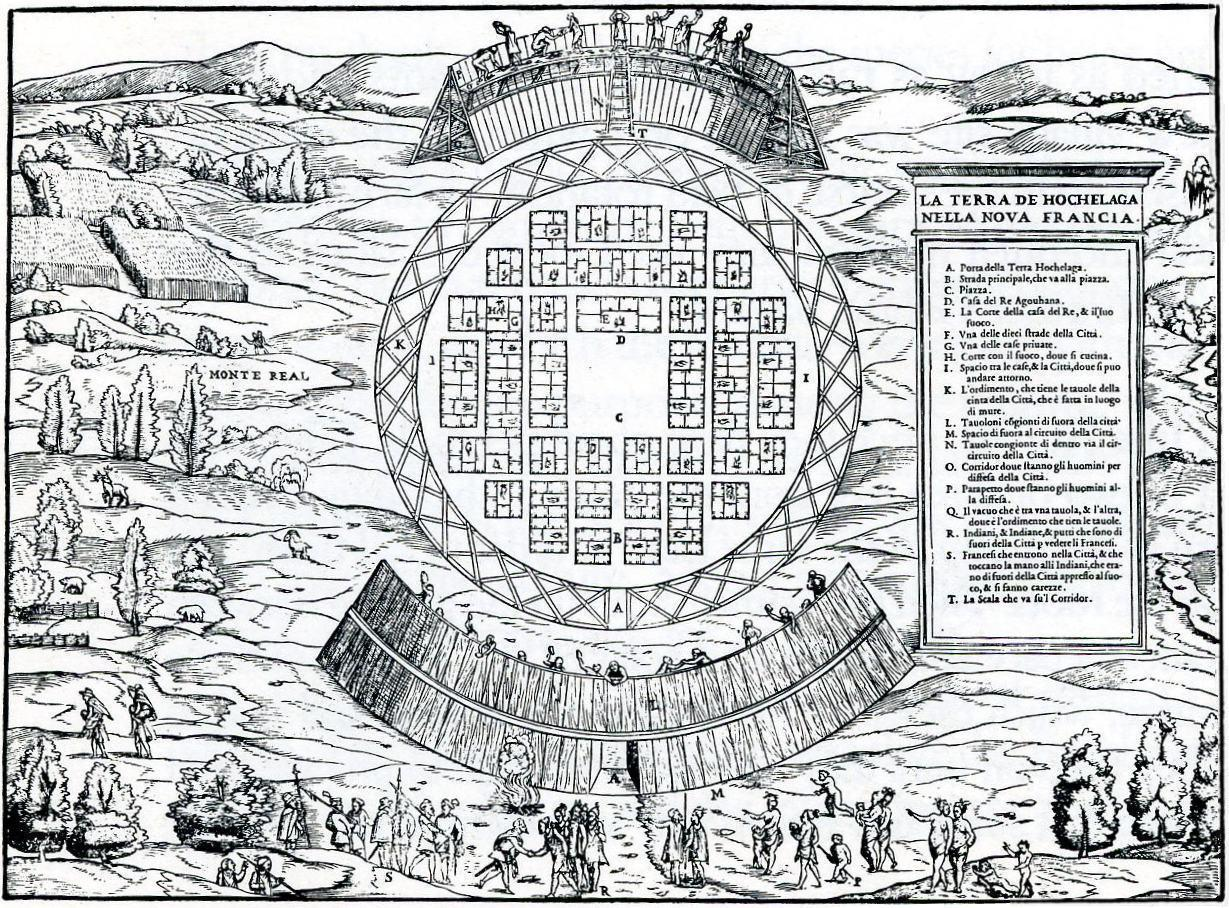
Carte du village iroquois de Hochelaga, situé près du Montréal actuel, dessinée selon les indications de Cartier par Giovanni Battista Ramusio, Venise, 1556.

À partir de 1519, la traite des fourrures commence : les tribus côtières échangent des fourrures contre des produits européens, avant tout des objets métalliques comme des couteaux, des haches, des marmites. Le rapport de Jacques Cartier est caractéristique de cet intérêt pour le troc : il jette l'ancre en 1541 dans la Baie des Chaleurs. Son bateau est entouré d'un grand nombre de canoës de Micmacs, dont les équipages lui font signe avec des fourrures de castor. Cette tribu est contaminée en 1564, 1570 et 1586 par des maladies que ses membres ne connaissent pas. Les tribus de la côte est commencent à changer : pour garder des contacts commerciaux, ils doivent se faire la guerre. Cartier a aussi échangé des fourrures dans le Saint-Laurent supérieur avec des Iroquois (1534/35) et le commerce reste florissant longtemps, malgré le manque d'infrastructures comme des comptoirs. Le réseau des rivières et des chemins sur lesquels les Amérindiens font leur commerce existe depuis déjà longtemps. Il négocient le cuivre, l'ivoire de morse, diverses sortes de pierre pour les outils, les armes et les bijoux, avec la graisse des poissons-chandelles, les couvertures en poil de chien, etc.

### À l'est: premières colonies, guerres, épidémies, fourrures (1604–1763)
Vingt-cinq ans avant la première colonie durable, en 1578, le Breton Troilus de Mesgouez, Marquis de la Roche (1540-1606) reçoit une mission correspondant à ce but. Malheureusement son bateau coule en 1584 dans la tempête. De 1598 à 1603, des forçats montent une colonie de courte durée sur l'île de Sable, où ils trouvent les restes d'une colonie précédente. En 1604 une flotte fait une expédition, à laquelle prend part Samuel de Champlain pour établir une colonie sur l'île Sainte-Croix à l’embouchure du fleuve Sainte-Croix, qui fait la frontière entre le Maine et le Nouveau-Brunswick. Cependant, un an plus tard, elle est déplacée vers le fort de Port Royal, face à la ville actuelle d'Annapolis Royal. Bientôt suivent d'autres installations fortifiées, comme le Fort La Tour sur le fleuve Saint-Jean, où les Malécites viennent troquer des marchandises européennes. Mais le transfert de la colonie vers Port Royal dans le territoire des Micmacs a des suites. Dès 1607 une guerre éclate entre les Pentagouets, sous la direction de leur chef Bashabes, qui ont acquis une grande puissance avec des armes françaises, et les Micmacs Tarrantiner. Cette guerre des Tarrantiner, qui exprime la rivalité dans le commerce des fourrures, dure huit ans. Les Micmacs vainqueurs se retirent vers le Massachusetts, mais y sont atteints par une terrible épidémie, qui tue entre 1616 et 1619 environ 4000 sur les 10 000 Micmacs. D'autres tribus sont encore plus touchées. Comme l'a montré la Guerre des Pequots de 1637, les colonies du sud sont un sérieux danger pour la simple survie, car pour la première fois, une tribu entière est éliminée à dessein.

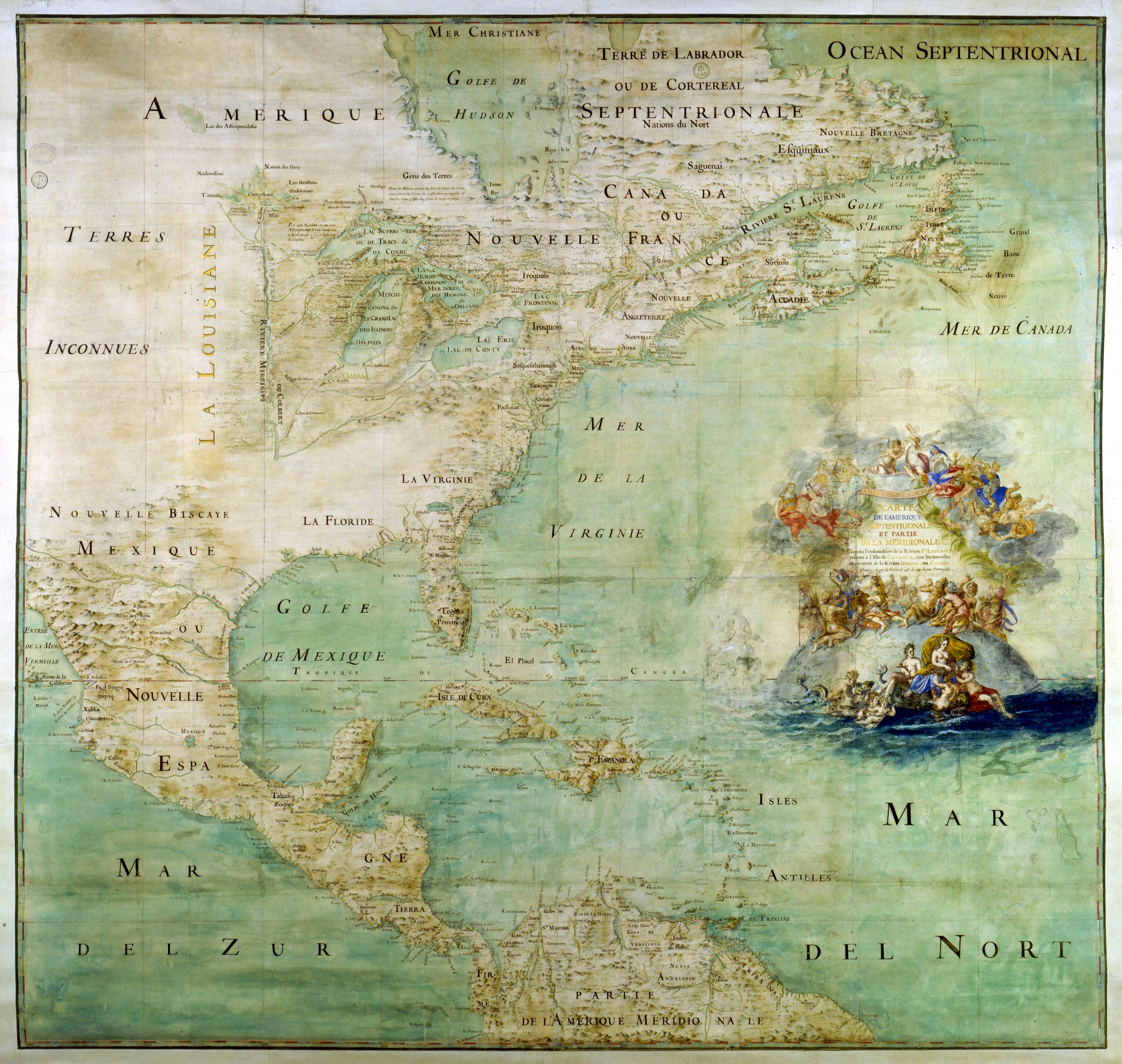
Carte de l'Abbé Claude Bernou, v. 1681, avec les découvertes françaises.

En 1608, Champlain fonde la ville de Québec. En 1613, les marchands de Port Royal doivent se retirer plus au nord vers Tadoussac, parce que les Anglais ont incendié leur colonie. La même année, il y a une sanglante querelle avec les Béothuks qui ont été battus par les Micmacs alliés des Français et armés par eux avec des fusils.
Bientôt, on envoie des coureurs des bois, qui vivent parmi les Amérindiens, tandis que les commerçants convertissent leurs forts en centres de troc. Les quelques fleuves navigables, comme la rivière des Outaouais jouent un grand rôle. Sur eux, des tribus comme les Kichesipirinis prétendent dès 1630 avoir un monopole de passage. D'ailleurs, dès 1660, de grandes quantités de fourrures proviennent des territoires du lac Supérieur et des Lakotas. En 1669, une station de la baie James livre les premières fourrures à Londres, sous l'influence de la compagnie de la Baie d'Hudson. La rivalité entre Français et Anglais ne fait qu'augmenter. En 1686, des Français essaient de brûler cette station. Quelques années plus tard, les Français poussent jusqu'au golfe du Mexique et fondent la Louisiane. Certes, ils échouent dans leur tentative d'aller à la côte ouest, mais ils prennent des contacts avec les Amérindiens jusqu'au Mississippi supérieur, et même pour une courte période jusqu'à Santa Fe, en territoire espagnol. Les compagnies de commerce dominent les événements. Cependant la guerre de Sept Ans (1754–1763) amène la fin de l'époque française. Les Français demeurés au Canada demandent avec succès de conserver leur confession, ce pourquoi de nombreux Amérindiens convertis par des missionnaires catholiques restent aussi catholiques. À part cela, une concurrence sans limite s'installe sur le plan des missions, ce qui fait que le monde de nombreuses Premières Nations est resté jusqu'à présent un patchwork confessionnel. Les unions entre hommes français et femmes indiennes sont tellement nombreuses que leurs descendants forment leur propre nation : les Métis.

### Effets à longue portée
Pendant ce temps, des chevaux modifiés et rendus à la vie sauvage, les mustangs, issus de souches européennes, principalement espagnoles, modifient radicalement la vie dans la Prairie. La possibilité de chasser le buffle monté, et donc relativement confortablement, fait que de nombreux Amérindiens viennent s'installer dans la Prairie, et d'autre part le cheval permet la traversée et la colonisation de territoires précédemment hostiles à l'homme. Pour cela, on utilise des traîneaux de transport spéciaux, les travois, que l'on peut atteler aux chevaux. Les migrations sur de grands espaces deviennent possibles, et aussi les guerres.

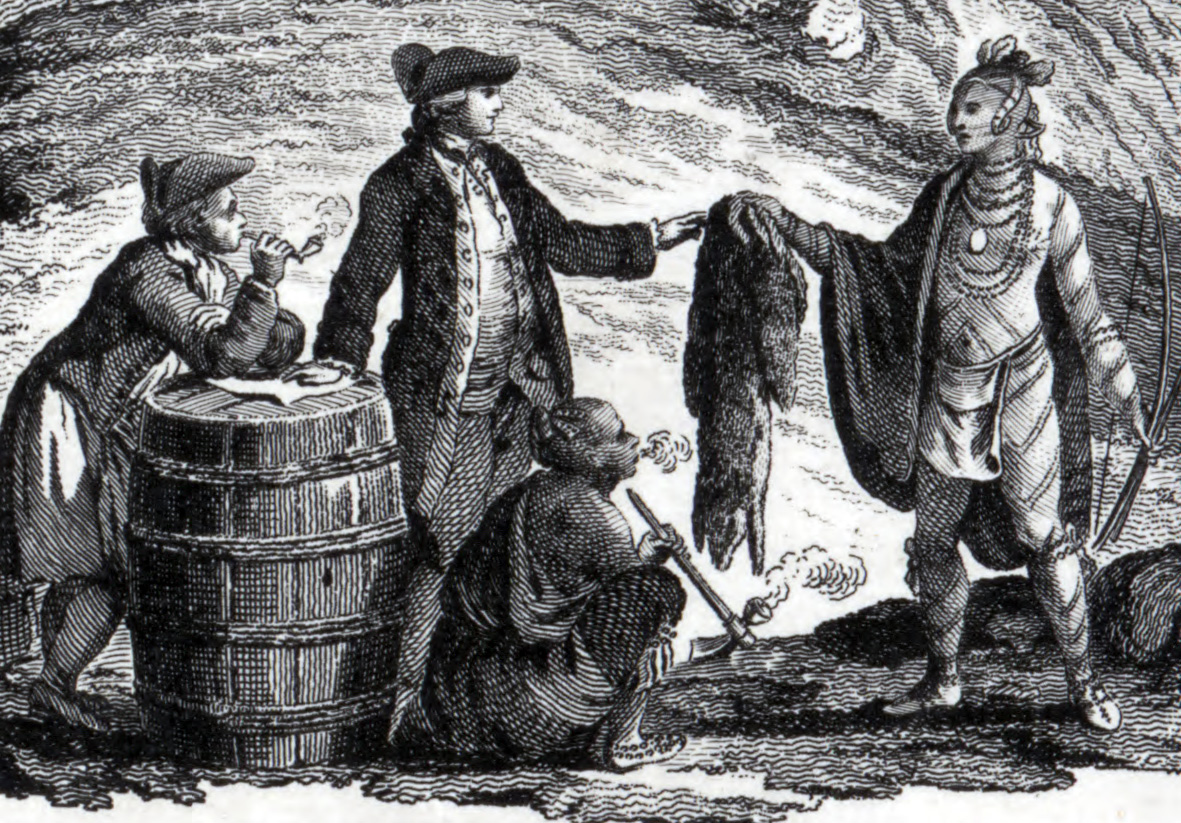
Marchands de fourrures et Indiens, William Faden, Cartouche 1777

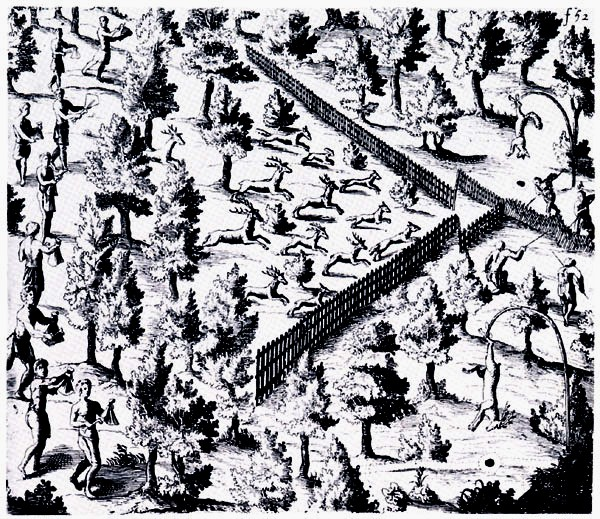
Piège à gibier en V des Hurons, dessin de Samuel de Champlain

De puissantes tribus de l’est commencent de puissantes migrations qui repoussent des tribus comme les Dakotas vers l'ouest. Le commerce des fourrures avec les Français conduit à une confédération avec les Anichinabés, qui dure de 1679 à 1736. Après, les Dakotas sont repoussés par leurs anciens alliés du nord, et une partie trouve en 1780 une nouvelle patrie dans le sud du Minnesota actuel. Une partie se divise en Lakotas et en Nakotas. Ce sont surtout les Lakotas qui deviennent une tribu puissante, grâce à des fusils français et à des chevaux du sud, et qui conquièrent en 1765 les Black Hills.
Le commerce des fourrures crée autour des Grands Lacs des rivalités, et apporte les armes qui permettent de les soutenir. Cependant les Iroquois, qui ont formé vers 1570 une ligue de tribus, étaient déjà depuis longtemps les ennemis des Wyandot et des Algonquins, alliés aux Français. Les missionnaires y entretiennent entre 1639 et 1649 la mission de Ste Marie au pays des Hurons. Entre 1640 et 1701, les cinq puis six tribus de la ligue des Iroquois écrasent les Wyandot, les Tionontati et les Ériés avec des arquebuses qu'ils ont obtenues auprès de commerçants de fourrure néerlandais. Ce n'est que quand les Néerlandais, qui occupaient depuis 1623 une station de commerce de fourrures du nom de Fort Orange se retirent – sans doute à cause de l'effondrement des populations de castors au sud des Grands Lacs – que les rivalités s'atténuent. Cependant, les Iroquois continuent leurs expéditions vers l’ouest et les colonies françaises sont en grand danger. Tous les Français de 16 à65 ans doivent accomplir un service militaire, Montréal est pour un temps complètement isolé. En 1682, St Louis est fondé. Ce n'est qu'en 1701 que les Anglais, les Français et 39 chefs de tribus signent un traité de paix.
En Ohio aussi, les Fox (Meshkwahkihaki) font des escarmouches contre les Français qui veulent contrôler leurs routes commerciales vers le Mississippi. En 1701, ils fondent le Fort Pontchartrain du Détroit. Les Fox assiègent le fort en 1722, mais les tribus alliées aux Français comme les Wyandot et les Outaouais écrasent presque complètement les Fox et les Mascoutins leurs alliés.
Avec la guerre franco-indienne (1754–63), que mènent les Français et les Anglais, tous deux alliés avec d'innombrables tribus indiennes, la France perd la maîtrise de l'Amérique du Nord, d'abord en 1758 dans la vallée de l’Ohio, puis en 1761 au Québec. La courte domination sur la Louisiane de 1800 à 1803 n'y changera rien.

## Domination coloniale anglaise (à partir de 1756-63)

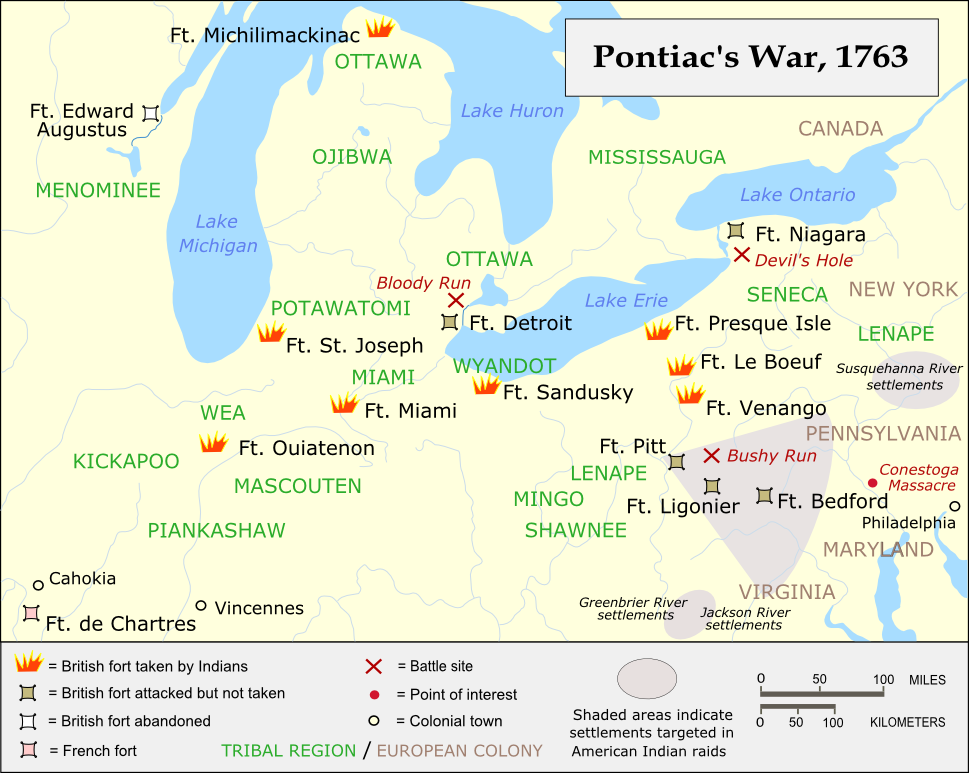
Attaques de Pontiac contre les forts britanniques au sud des Grands Lacs en 1763

Quand la Grande-Bretagne a pris le pouvoir au Canada, tout l’est de l'Amérique du Nord s'est trouvé pour quelques décennies territoire britannique. Cependant, dans la proclamation royale de 1763, il est interdit aux colons de s'établir au-delà des Appalaches. Cette interdiction est cependant progressivement ignorée, et conduit les colons et la puissance coloniale à un conflit d'intérêts. De plus, de 1763 à 1766, survient la plus grande révolte d'Amérindiens. Son leader est Pontiac (plus exactement Obwandiyag), descendant des Outaouais, dont il devient le chef en 1755, et des Anichinabés (dont certaines parties de la tribu vivent encore actuellement au Canada). Sa défaite ouvre aux colons le pays de l’Ohio et de ses affluents jusqu'au lac Supérieur. Avec l'indépendance des États-Unis, la proclamation de 1763 ne fait plus obstacle aux colons.
Dans le territoire resté colonial au nord, la situation se présente autrement. La proclamation royale a créé un territoire réservé aux Amérindiens, qui va des Grands Lacs à la Terre de Rupert, et soumis à l'autorité de la compagnie de la Baie d'Hudson. Entre ce territoire et la province de Québec, on trouve encore une zone tampon entre Terre-Neuve et le lac Nipissing, qui sert de réserve d'Amérindiens. Cependant, déjà dans l'Acte de Québec de 1774, cette zone tampon est incluse dans le Québec, et il est attendu des Amérindiens qu'ils abandonnent dans une large mesure leurs droits territoriaux, pour laisser la place à l'établissement d'Européens. Ils sont cependant considérés comme parties contractantes et alliés, et le pays leur est racheté par contrat. Nul autre que la Couronne ne peut prétendre au rachat. L'idée de cette loi vient de la crainte que les troubles survenant dans ce qui deviendra les États-Unis puissent déborder sur le Québec et la population francophone qui en constitue encore alors la majorité.

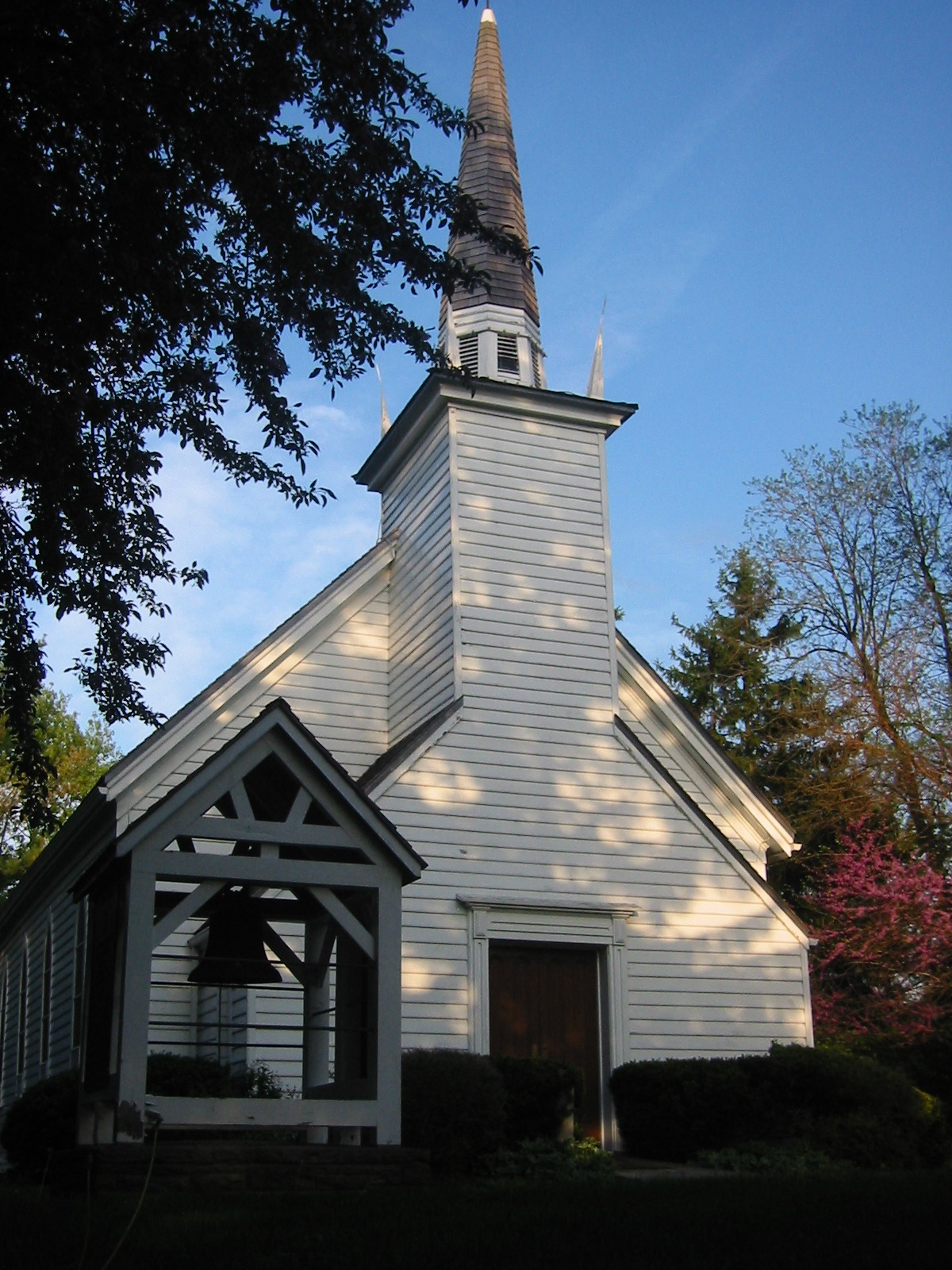
Chapelle Mohawk à Brantford. Elle a été donnée à la tribu pour son aide contre les États-Unis (Construction 1785, la plus vieille église en Ontario).

Avec le renforcement du contrôle britannique, cette politique est lentement remplacée par celle d'une assimilation des Amérindiens. Après la guerre d'indépendance des États-Unis et la guerre anglo-américaine de 1812 les Amérindiens du Canada (que l'on appelle encore alors Québec) sont séparés de ceux des États-Unis. Les territoires les plus concernés sont ceux du Mississippi supérieur et de l'Ohio, qui ont été attribués au Québec par l'Acte de Québec en 1774. Les territoires des Micmacs, des Abénaquis et Anichinabés, des Tsonnontouans et Outaouais, et plus tard (1846) des Pieds-Noirs etc. jusqu'à certains groupes de Salish de la côte sur la côte du Pacifique, ont été coupés en deux. Des tribus comme les Agniers étaient dans la perspective de Londres des alliés importants dans la lutte contre les rebelles américains, après avoir dû fuir les États-Unis.
Les efforts de mise en valeur et de colonisation se tournent à nouveau vers l'ouest, avec des intérêts, des conditions, et divers moyens totalement différents. À la fin du XVIIIe siècle, la côte du Pacifique devient l'objectif visé par des expéditions de recherche et dans une course de vitesse entre l'Espagne, la Grande-Bretagne et la Russie – la société de commerce russe entretient son fort le plus méridional à ce qui deviendra Fort Ross en Californie (1812–1841).
Là aussi, le commerce des fourrures avec ses possibilités de gains énormes crée une discontinuité dans le commerce des fourrures de loutres et de castors. Dans les années 1790/94, on se met d'accord avec l'Espagne pour ne pas créer de colonie commerciale. Cependant, les armes modernes et les richesses du commerce des fourrures changent aussi bien les structures internes des tribus que les rapports de forces régionaux. Quelques chefs comme Maquinna et Wickaninnish réussissent à se construire un empire commercial sur la côte ouest de l'île de Vancouver. Les tribus des Kwakwaka'wakw et des Haïdas plus loin au nord font de nombreux esclaves au cours de leurs raids de rapine. Les tribus des Salish de la côte subissent dès 1775 de nombreuses épidémies, principalement de variole.
Quand les animaux à fourrure sont quasiment exterminés, les bateaux des commerçants abandonnent la région et se dirigent vers le nord. Ce n'est que dans les années 1820 qu'ils reviennent, car la compagnie de la Baie d'Hudson érige quelques forts le long du Columbia, puis en Oregon et dans ce qui deviendra la Colombie Britannique, et finalement fonde en 1843 la ville de Victoria. Elle entretient aussi de nombreux forts dans l'intérieur des terres, depuis qu'elle a été forcée de fusionner avec la Compagnie du Nord-Ouest. Finalement, elle obtient aussi une licence pour le territoire du Nord-Ouest en 1859. C'est le plus grand territoire et le plus grand nombre de peuples qui ont jamais été soumis à une société commerciale monopolistique privée. Par le Traité de l'Oregon de 1846, qui coupe le continent le long du 49e degré de latitude et attribue les Amérindiens au domaine d'influence britannique ou aux États-Unis, de nombreux territoires tribaux sont coupés en deux, le commerce et les migrations sont de plus en plus difficiles.

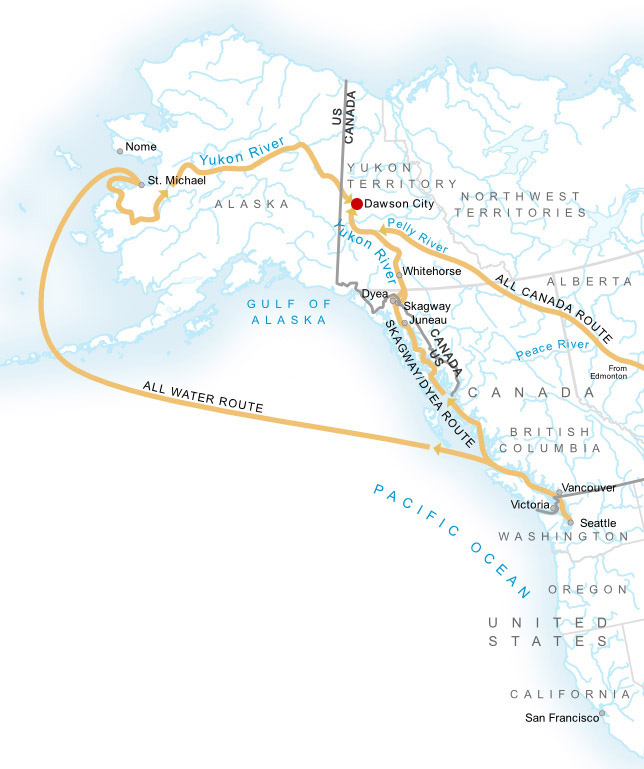
Les principaux itinéraires des chercheurs d'or, de Seattle et Vancouver vers le nord.

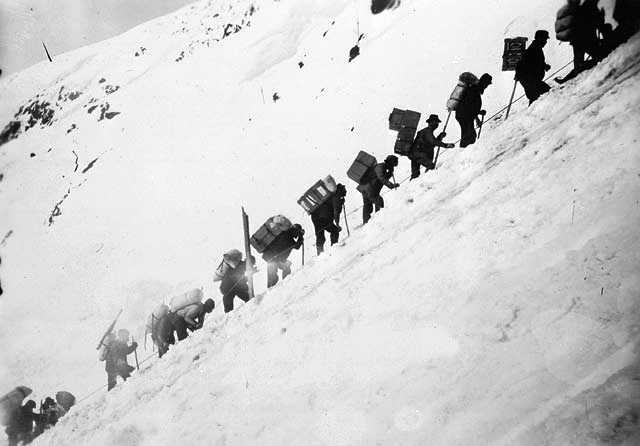
Chercheur d'or au col Chilkoot (1898/99)

La compagnie de la Baie d'Hudson, après avoir dû quitter l'Oregon et le Washington, s'efforce sous l'autorité du gouverneur James Douglas de maintenir l’autorité britannique dans le nord malgré l'immigration massive des chercheurs d'or. Des milliers d'aventuriers en partie totalement sans scrupules se dirigent en direction des régions aurifères du Klondike et de Cariboo. 
Les Premières Nations le long de la route du nord souffrent avant tout des maladies importées, comme la variole, mais aussi du comportement injuste des voyageurs venant en majorité de Californie. Par contre, Douglas conclut 14 traités avec des tribus de l'île de Vancouver, qui restent valides à l'heure actuelle. L'île est faite colonie de la Couronne en 1858, puis rattachée à la Colombie Britannique en 1866.
Mais dès 1857, la province du Canada abandonne la ligne suivie depuis 1763, de reconnaître les nations indiennes comme partenaires aux traités à droits égaux. Ceci est formalisé avec la loi de la Civilisation graduelle, par laquelle pour la première fois le gouvernement provincial définit qui est « Indien », et qui indique le but, qui est d'assimiler autant que possible les Amérindiens.

## Malentendus culturels fondamentaux
La rencontre inattendue, l'étrangeté inexplicable, la supériorité technologique, et plus tard l'étonnamment grand réservoir d'hommes conduisent souvent à tenir les blancs pour des êtres surnaturels. Il en arrive presque, comme il semble que ce soit arrivé aux Nootkas rencontrant James Cook, de leur offrir en sacrifice, à eux, ces êtres surnaturels cannibales, des morceaux de cadavre, en accomplissant le geste de les manger. De même, ils demandent pour se protéger des forces surnaturelles régnant dans les « maisons flottantes », de pouvoir apporter avec eux les symboles ancestraux en bois.
On ne peut pas interpréter la réaction plutôt pacifique comme un accord avec les programmes de civilisation imposés. Elle est plutôt sélective, et prend aussi la forme d'une résistance culturelle. Les mouvements de revitalisation s'adaptent à ce cadre. On y fait voir un refus de l'aliénation par les colons, ressentie comme une menace, mais en intégrant des parties de leur système de valeurs.
Beaucoup voient dans les épidémies (surtout la variole, mais aussi la rougeole et la grippe) un puissant sortilège des étrangers, ce qui ébranle leur propre religion. Le cérémoniel indigène se renforce dans ses aspects de guérison. Le christianisme est considéré comme une forme de guérison religieuse, et enrichi par des cérémonies. Pour les colons, les morts massives d'Amérindiens est une sorte de destin qui leur est voué, si ce n'est un geste du doigt de Dieu.
Même les négociations de contrats ou de traités, avec leur suite presque protocolaire de discours, l'échange de wampums, de cadeaux et finalement le scellement des traités, sont interprétés par les partenaires totalement différemment. Tandis que pour les Européens, le cérémoniel sert uniquement à obtenir le traité, pour les indigènes, le cérémoniel est le centre de l'action politique. Il s'ensuit que le texte écrit et signé n'a pour eux que peu d'importance, sans compter le fait que les possessions des tribus sont souvent inaliénables, et qu’ils n'ont même pas le concept de ce que pourrait être la propriété du sol. Ceci sera interprété comme une trahison au traité signé. Dans toutes les questions ayant trait à la propriété, des conflits semblables vont trouver leur origine dans des malentendus.

## Canada (depuis 1867/71)

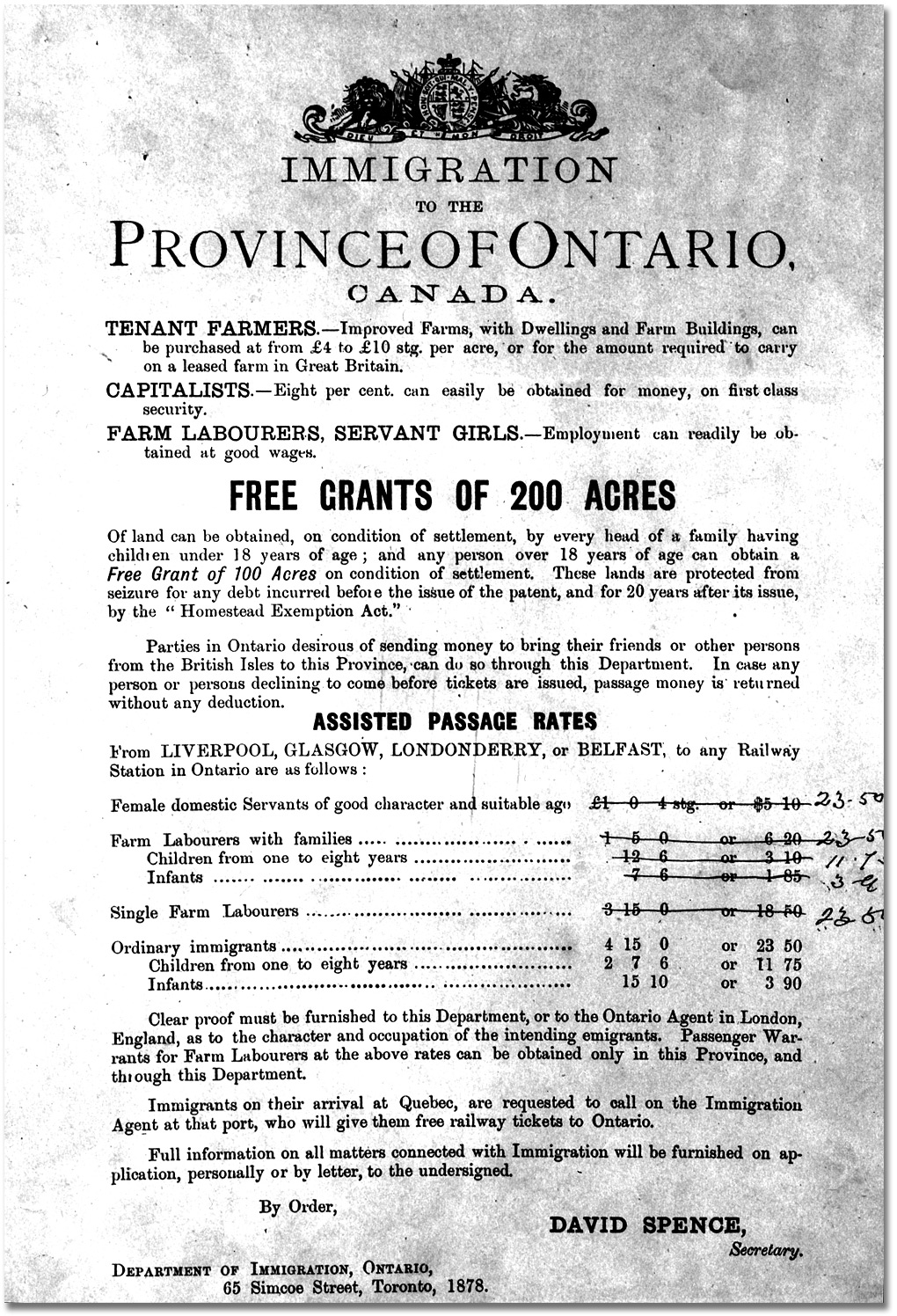
Offre d'immigration de la province de l'Ontario, avec des indications sur les prix de voyage (subventionnés) à partir de Liverpool, Glasgow, Londonderry et Belfast (1878)

Depuis les Actes de l'Amérique du Nord britannique et la fondation de la confédération canadienne (1867) les traités ne sont plus négociés avec le Royaume-Uni, mais avec le gouvernement confédéral canadien. Par comparaison avec les conflits avec les Amérindiens aux États-Unis, il n'y eut au Canada que peu de sang versé. Cependant, la raréfaction des troupeaux de buffles (principalement entre 1875 et 1879), qui formaient la base de leur nourriture, a souvent forcé les Amérindiens à aliéner leurs terres contre de maigres contreparties. Ces terres devaient être distribuées aux colons, que l'on recherchait surtout au Royaume-Uni.

### Traités, loi sur les Indiens, réserves, résistance (v. 1871-1930)
Entre 1871 et 1875, les cinq premiers des onze traités nommés Traités numérotés sont négociés avec les Indiens des Prairies concernés, où ils abandonnent leurs droits sur le sol. En contrepartie, ils reçoivent des réserves comme espace vital, dédommagement, et surtout droits de chasse et de pêche dans ces territoires mis à part. En outre, il devait y avoir des aides pour la conversion à l'agriculture.
Dans la loi sur les Indiens de 1876, souvent modifiée depuis, il est défini qui doit être considéré comme « Indien », et indique que les Indiens sont placés sous la protection de l'État. En outre les tribus sont soumises aux décisions des agents indiens, qui leur assigneront dans les années suivantes des réserves. Et la générosité de l'attribution dépend d'un grand nombre de hasards. C'est ainsi qu'une famille peut se voir allouer une surface allant d'à peine 20 ha à plusieurs centaines d'hectares.
L'agent indien et vice-gouverneur de la Saskatchewan, du Manitoba et des Territoires du Nord-Ouest, Edgar Dewdney (1879/81-1888) doit forcer les Sioux qui ont fui les États-Unis vers le Canada sous la direction de Sitting Bull à quitter le Canada. Autour de Fort Walsh en Saskatchewan campent de nombreux Cris et Assiniboines. La situation est encore plus mauvaise pour les Pieds-Noirs. En 1881, le chef Big Bear encourage les Amérindiens des traités no 4 et no 6 à se rassembler dans la montagne de Cyprès. Mais Dewdney refuse d'améliorer les traités et la faim force les Amérindiens à se retirer.
Finalement, on commence sous sa juridiction et avec l'aide des Églises à installer des écoles pour les enfants amérindiens hors des réserves. C'est ainsi que commence une politique d'intégration forcée dans la culture canadienne. Bientôt, on installe des internats (Residential schools) dans lesquels les enfants amérindiens sont élevés par force, où ils ne peuvent plus pratiquer leur langue sous peine de punition, afin de les éloigner de leur culture tribale et de leur famille. De la part du personnel enseignant, se considérant généralement comme culturellement et socialement plus valorisé, à cause de leur racisme, il en a découlé de nombreux sévices sexuels, corporels ou psychiques sur les élèves, et par leur endoctrinement des seules valeurs européennes considérées comme civilisées.

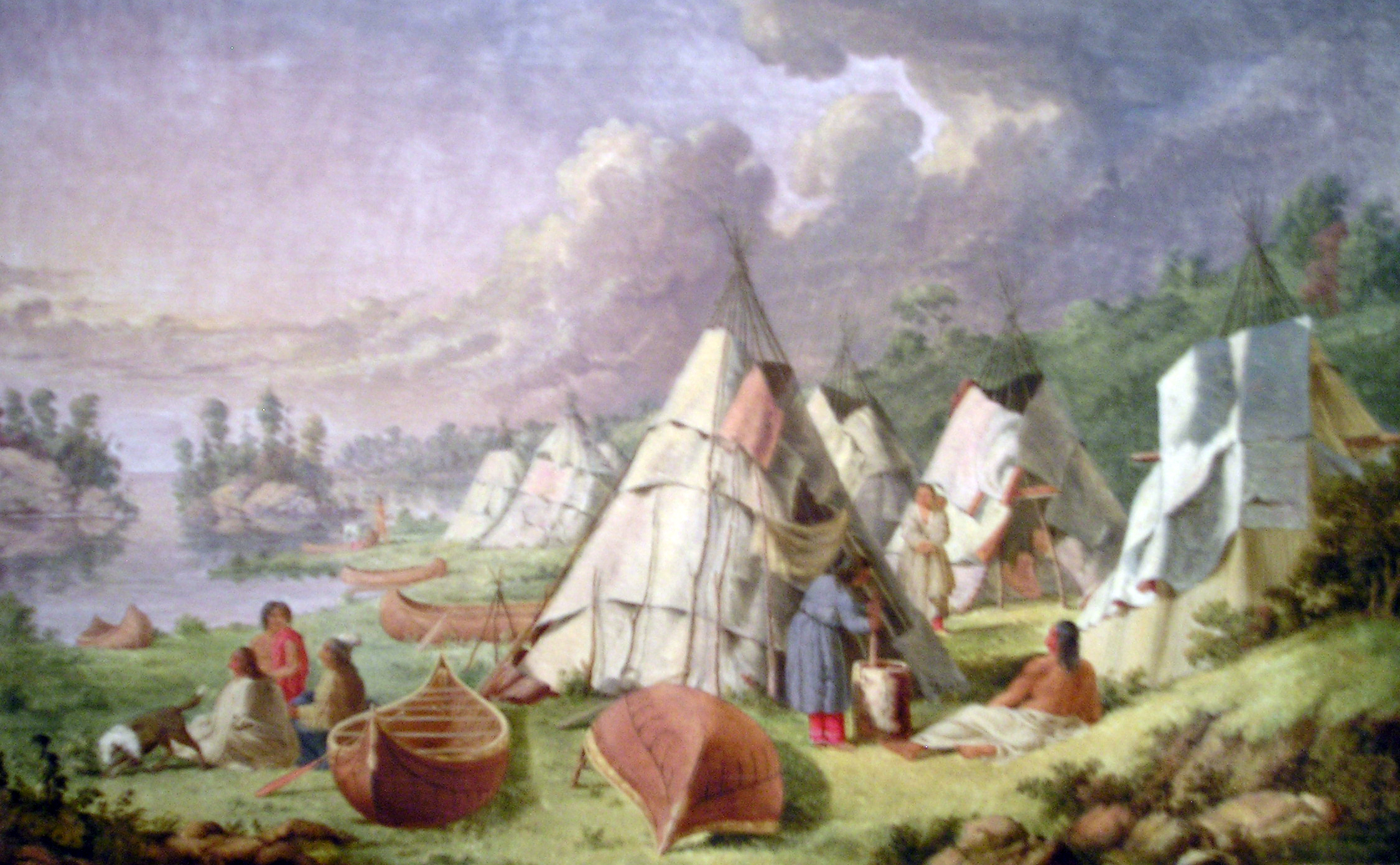
Campement Ojibwé sur la baie de Géorgie du Lac Huron (Huile de Paul Kane, 1871, Royal Ontario Museum)

Dewdney poursuit le but de ne distribuer des vivres que contre du travail. Mais dans le dur hiver 1884/85, on a craint des explosions de violence, et effectivement les Métis se rebellent en mars 1885. Le vice-gouverneur fait distribuer du tabac et des vivres, pour éviter que les Amérindiens ne se liguent avec la rébellion du Nord-Ouest. Cependant, Wandering Spirit (1845–1885) conduit le 2 avril une expédition Cri au Frog Lake, où neuf hommes sont tués, parmi lesquels l’Agent Indien. Après la révolte, dont le dernier combat est la bataille de Loon Lake le 3 juin 1885, les tendances vers une plus grande autonomie sont réprimées, les écoles bâties de plus belle, les contrôles renforcés et les révoltés méchamment punis. Wandering Spirit et sept Amérindiens sont exécutés. En outre, les fermes individuelles doivent briser définitivement le « système indien ». Quand Dewdney devient ministre de l'Intérieur en 1888, il garde jusqu'en 1892 le rôle de surintendant général des affaires indiennes.

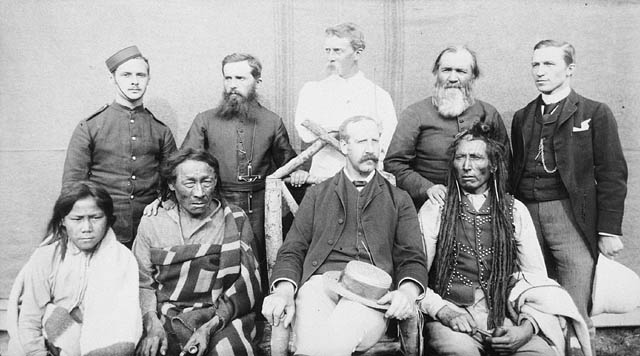
Devant : Le fils de Big Bear, Big Bear, M. Robertson, Poundmaker ; derrière : capitaine Deane, père André, chef Stewart, père Conchin, et un interprète, Photo d'O. B. Buell, 1885

Les Amérindiens essaient de plus en plus de se défendre comme des puissances opprimées, non plus par résistance passive ou petites escarmouches, comme dans le soulèvement chilcotin de 1863/64, ou dans les combats plus importants sous le chef Big Bear. Par exemple, le chef Squamish Joseph Capilano fait en 1906 le voyage de Londres pour présenter une pétition au roi Édouard VII.
Cependant, des amendements à la loi sur les Indiens (1905 et 1920) facilitent l'expropriation des réserves. Environ la moitié des réserves des Pieds-Noirs sont vendues en 1916/17. La résistance des Kainai, qui appartiennent aux Pieds-Noirs, est brisée par la faim. En Colombie Britannique, les réserves sont diminuées entre 1915 et 1920 (v. Commission McKenna-McBride), et le gouvernement provincial accorde toujours plus d'expropriations de réserves pour la construction de routes, d'installations industrielles, de lignes électriques, de lacs de barrage, etc. Et pourtant il refuse de nombreux sous-traitants qui sont venus à Victoria. À cette époque, deux nouveaux traités numérotés ont été négociés, parce que l'or et d'autres gisements minéraux ont été découverts dans l'ouest du Canada. Les traités William de 1923 se rapportent à un territoire en Ontario. Finalement, tous ceux qui veulent quitter leur réserve pour longtemps, doivent porter un passeport. En 1930, le Natural Resources Transfer Agreement (accord sur le transfert des ressources naturelles) autorise l'accès des provinces au domaine de la Couronne. Mais tous les droits de chasse, de piégeage et de pêche doivent alors revenir aux Amérindiens pour leur subsistance. Ceci doit valoir toute l'année et sur les territoires de la Couronne inoccupés, exactement comme en tous endroits où les Amérindiens ont eu le droit d'accès.
La politique d'assimilation ne devra finir, comme l'a exprimé le poète et chef du ministère des Indiens (1913-1931) Duncan Campbell Scott, « que quand les Indiens accèderont à la civilisation, et finalement disparaitront en tant que peuple séparé et différent, non par effacement de la race, mais par assimilation graduelle avec leurs concitoyens ». Elle a été poursuivie jusqu'à la fin des années 1960. Dans la version de 1927 de la loi sur les Indiens, il est interdit aux Amérindiens de former une organisation politique pour représenter leurs intérêts. Les Residential Schools restent jusqu'environ 1970, la dernière étant fermée en 1996.

### Assimilation
Dans le territoire anciennement français, le français domine jusqu'à maintenant, ainsi que des langues mélangées de français comme chez les Innus ou Montagnais-Naskapis du Labrador. Les Amérindiens le parlent (souvent avec l’anglais) et sont de plus pour la plupart catholiques. Plus loin à l'ouest, de nombreuses circonstances déterminent quelles confessions les missionnaires ont pu répandre. En outre, il s'est développé un certain nombre de formes d'éclectisme, qui ont servi notamment de moyens de résistance. Il y a des formes spéciales jusqu'à maintenant, mais elles n’ont fait que recouvrir un substrat spécifiquement régional, et ne surgissent que comme une réactivation de la spiritualité traditionnelle.
Les phases de mission, et de déplacement vers les réserves (jusque vers 1840 resp. 1880) – contrairement aux États-Unis, il n'y a jamais eu de demande d'anéantissement physique des indigènes – a été suivie par une période de plusieurs générations pendant laquelle l'ensemble de la culture devait être effacée : par une marginalisation économique, par l’interdiction forcée d'éléments centraux de la culture et par l'incorporation forcée des enfants dans des écoles spécialement établies : les Residential Schools, avec internats.
Les derniers essais se terminent dans les années 1980. On ne peut pas encore savoir si les négociations sur les traités entre le Canada et ses provinces d'une part et les tribus de l’autre deviendront une nouvelle étape vers la dissolution de l'identité propre de ces dernières, ou si au contraire elles la renforceront.
L'assimilation des Premières Nations est largement entamée. La plupart des membres ne maîtrisent plus leur langue d'origine, et beaucoup de langues ne sont plus parlées que par un petit nombre de locuteurs. Beaucoup d'Amérindiens sont urbanisés, et ont plus ou moins perdu tout contact avec leur culture traditionnelle. Il y a néanmoins de grands efforts pour une réparation économique, couplée à des essais de résurrection culturelle – avant tout dans les réserves, où l'on peut encore mettre la main sur une énorme quantité de savoirs culturels. On cultive à nouveau les langues et les rituels, certaines tribus essaient de remettre en route leur propre système social, et soulignent l'exigence d'une autonomie propre, ainsi que le recours traditionnel aux ressources de l’environnement naturel. En outre, il y a des essais de nouer des contacts avec tous les peuples indigènes qui se sont retrouvés dans un état similaire par la colonisation. Les Nations Unies ont adopté le 13 septembre 2007 une résolution contre des gouvernements du Canada, des États-Unis, d'Australie et de Nouvelle-Zélande, qui rejette toute discrimination à l'encontre des peuples indigènes, qui demande pour eux le droit à la parole dans les questions qui les concernent, mais également le droit à « rester autres » (to remain distinct). Les 19 et 20 février 2008, l'Assemblée des Premières Nations et le British Columbia First Nations Leadership Council ont organisé au Centre « Chef Joe Mathias » dans la Première Nation Squamish, à Vancouver-Nord un symposium intitulé Implementing The United Nations Declaration on the Rights of Indigenous Peoples (Appliquer la déclarations des Nations unies sur les droits des peuples indigènes).

### Lutte pour l'égalité des droits (depuis la première Guerre mondiale)

#### Mise en valeur des conseils de tribus, séparation des Métis et des Inuits
Déjà pendant la première Guerre mondiale, des essais sont faits pour organiser de manière cohérente la résistance contre les empiètements sur les réserves, sans que cela ne devienne, comme aux États-Unis, des essais d'organisation pan-indiennes (Brotherhood of North American Indians, Fraternité des Indiens nord-américains). C'est ainsi que naît en 1916 l’Allied Tribes of British Columbia (en) (Tribus alliées de Colombie-Britannique, ATBC), une organisation d'alliance de 16 groupes de tribus de l’Indian Rights Association (Association pour les droits des Amérindiens), avec le groupe des Interior Tribes of British Columbia (Tribus de l’intérieur de la Colombie-Britannique), pour se défendre contre les conclusions de la commission McKenna-McBride. Cependant, avec l'interdiction en 1927 de réunir des moyens pour financer des procès, l'organisation se dissout. En 1919, le chef Mohawk, et vétéran de la guerre Fred Loft (1861-1934) fonde en Ontario la Société des Indiens du Canada, analogue à la Société des Nations. Elle arrive parfois à intégrer des Indiens de l'ouest, bien que le ministère compétent essaie de retirer à Loft son statut d'Indien.
En décembre 1926, en réaction aux difficultés croissantes du passage entre Canada et États-Unis, naît la Six Nations Defense League (Ligue de Défense des Six Nations), qui deviendra Indian Defence League of America (Ligue de défense des Indiens). L'organisation initiée par le chef Tuscarora Clinton Rickard défend jusqu'à maintenant les tribus dont le territoire traditionnel a été coupé par la frontière.
Même après 1945, les essais comme la North American Indian Brotherhood, créée en 1946, en raison d'un manque de soutien et d'une répression (surtout en Saskatchewan), auxquels s'adjoignent des problèmes d'organisation, et la fraternité s'effrite en 1950 en fractions régionales. Par contre, les premiers conseils tribaux — conseil tribal des Dakotas Ojibwés (1974) et des Nisga'a — voient le jour, et c'est une forme d'organisation que tout le pays va adopter.

#### Pression d'assimilation renforcée
Bien que les recherches aient montré l'effet destructeur de la politique d'assimilation, des anthropologues distingués comme Diamond Jenness demandent des efforts renforcés pour amener des individus considérés comme mineurs au style de vie euro-canadien. À la fin des années 1940, la Saskatchewan fait un début. L'adaptation au travail salarié et l'exil vers les métropoles paraissent des buts de progrès, même contre la résistance des peuples premiers. Il s'y ajoute la concession de droits, notamment du droit de vote provincial pour les Amérindiens qui ne vivent pas en réserve (Colombie Britannique 1947, Manitoba 1952, Ontario 1954), droit généralisé à tout le pays en 1950. En 1951, l'interdiction du potlatch et de la danse du Soleil est levée. En 1960, tous les Amérindiens peuvent participer aux élections à la chambre basse, droit que possédaient les Amérindiens des États-Unis depuis déjà 40 ans. En 1969, le ministre des Affaires Indiennes Jean Chrétien exige la suppression de la loi des Indiens, et la récupération de toutes les réserves. La décolonisation mondiale retire au gouvernement le terrain argumentaire pour le maintien du modèle colonial, mais les Amérindiens se défendent contre la suppression sans compensation de leurs droits.
En 1961 naît le National Indian Council (Conseil national indien), qui représente trois des quatre principaux groupes d'Indiens : les Indiens (par statut ou par traité), les Indiens hors statut (on en compte 126 000 en 2007 tandis qu'ils n'étaient que 104 000 six ans auparavant) et les Métis (300 000 contre 291 000). La première priorité est donnée à l'unité des peuples indiqués. Mais en 1968, leurs intérêts divergents font exploser l'organisation, et les représentants des Indiens statutaires ou par traité forment la National Indian Brotherhood (Fraternité indienne nationale), tandis que les deux autres groupes se liguent en un Native Council of Canada (Conseil des aborigènes du Canada). Il en sort le Congress of Aboriginal Peoples, (CAP) (Congrès des peuples aborigènes), qui se voit le porte-parole des Indiens hors-statut, mais aussi des Indiens hors-réserve, et des divers Indiens disséminés, ainsi que des Métis. À cette époque les exigences d'assimilation totale continuent à s'exprimer.
En 1962, pour la première fois, un groupe d'anthropologues critique le concept d'assimilation (Dunning). L'étude entreprise pour le compte du gouvernement par Harry Hawthorne en 1966/67 demande son retrait, que Hawthorne avait déjà demandé en 1958. Cependant, il demande une intégration, sous la forme de tous les droits et devoirs d'un canadien non-indigène, avec en plus certains droits réservés aux indigènes (nommés Citoyens plus). Une double stratégie doit soutenir les Indiens des réserves, et intégrer les urbains. Les chefs de l'Alberta soutiennent cette position à partir de 1970. Après l’échec de Trudeau en politique indigène, un changement de direction a lieu. Plus de droits sont accordés aux tribus, et en premier, les écoles leur sont confiées (à partir de 1971).

#### Revendications territoriales, réunion des Premières Nations

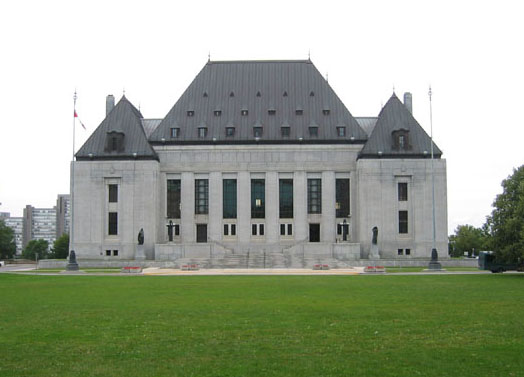
Le bâtiment de la Cour suprême de justice du Canada dans la capitale, Ottawa.

En 1973, les Indiens, ou plus exactement Frank Arthur Calder, de la tribu des Nisga'a, réussissent à gagner devant la Cour Suprême de Justice du Canada une revendication qui avait été modifiée en 2000 par un traité. La Cour déclare que les termes de la proclamation royale de 1763 sont toujours valides. Il s'ensuit une campagne victorieuse contre la discrimination contre les mariages entre femmes indiennes et hommes non-indiens. Selon la loi sur les Indiens, les Indiennes et leurs enfants perdaient leur statut d'Indien. Mais si des Indiens épousaient des non-indiennes, les maris ne perdaient pas leur statut. Ceci est changé en 1985, dans le sens que les Indiennes et leurs enfants peuvent, sur leur demande, conserver leur statut. Mais les enfants ne conservent ce statut que s'ils épousent des Indiens enregistrés. Ces conditions vont faire d'une part que ce groupe désigné comme « Indiens par la loi C-31 » va largement disparaître après la deuxième génération, et d'autre part qu'elles contreviennent aux droits fondamentaux, comme la Cour suprême le constate en juin 2007 (décision McIvor). La désignation « C-31 » remonte au fait qu'en 1985 la proposition de loi correspondante portait la désignation « loi C-31 ». Elle a abouti à environ 170 000 réinscriptions sur la liste des Indiens reconnus. En avril 2009, la Cour suprême de Colombie britannique, décide que toutes les discriminations découlant de la loi sur les Indiens doivent disparaître d'ici un an. Début juin, le ministre compétent a donné son accord pour ce changement.
Au sein même des organisations indiennes, il s'est avéré, après la deuxième Guerre mondiale, que les conceptions des rôles entre les sexes ont commencé à évoluer. Agnes Fontaine, la mère de Phil Fontaine a été en 1952 la première femme élue comme band concillor (conseiller de nation). D'autres campagnes ont attiré l'organisation politique des problèmes de formation, de santé et d'économie à l'attention du public canadien. À cette action apportent aussi leur concours l'Université des Premières Nations du Canada, issue du Saskatchewan Indian Federated College fondé en 1976, et quelques instituts de formation privés.
Le mouvement pour les droits des Premières Nations a pris à la fin des années 1970 un sursaut, quand le gouvernement canadien a planifié une constitution indépendante du Royaume-Uni. Par crainte de ce que les droits des Premières Nations y soient ignorés, plus de 300 Indiens sont allés à Londres pour protester contre ce projet.
Mais à la fin des années 1970, il se fait jour au sein des organisations politiques des tendances marquées à la régionalisation. En 1982, il se forme une nouvelle représentation générale des peuples indiens du Canada, mieux adaptée aux besoins des nombreux groupes : l'Assemblée des Premières Nations. Elle ne représente plus tant les régions que les principales forces politiques des tribus et de leurs organisations. Schématiquement, elle constitue le bureau de coordination des chefs, qui à leur tour sont choisis par leurs tribus de façons très différentes. Dans la Constitution du Canada de 1982, les droits des Premières Nations sont bien reconnus, mais elles n’ont pris part au processus constitutionnel qu'à partir de 1983. La section 35 de la constitution posait en 1982 que les droits des Premières Nations sont valables, qu'ils fassent l'objet d'un traité séparé ou non. Cependant, depuis lors, c'est l'incertitude dans les détails qui empêchent les investissements et le développement économique. Dans cette mesure, les négociations sur les traités sont de première importance pour la sécurité juridique.
Dr David Ahenakew a été élu en 1982 premier Chef de l'assemblée des premières nations. Cependant, le processus n'a pratiquement pas évolué. Il y a eu bien des conférences avec le Premier ministre, les provinces et les représentations des aborigènes (de 1983 à 1987, il y a eu quatre Conférences des premiers ministres sur les droits aborigènes). Malgré une amélioration des relations, les gouvernements du Canada et de ses provinces, en particulier de la Saskatchewan, de la Colombie Britannique et de Terre-Neuve, ont fini par refuser aux Premières Nations le droit d'avoir leur propre gouvernement. Cependant, les Canadiens francophones ont obtenu en 1987 des droits spéciaux, qui avaient pu être difficilement refusées à d'autres nations (Accord du lac Meech), mais l’Accord de Charlottetown a été repoussé par référendum le 28/10/92 – pas définitivement. Les revendications territoriales ont reçu la même protection constitutionnelle que les traités conclus et l'Ontario, le Manitoba et le Nouveau-Brunswick ont soutenu le gouvernement autonome. Pour une définition précise des revendications territoriales, il a été institué en 1991 à Ottawa une Commission des revendications indiennes.
Au niveau international, une certaine forme de reconnaissance a été obtenue de la part de l'ALÉNA, mais une critique acérée a été faite par l'ONU sur la politique à l'égard des aborigènes. Contre l'avis des gouvernements du Canada, des États-Unis, d'Australie et de Nouvelle-Zélande, l'ONU a voté le 13 septembre 2007 une résolution qui réclame non seulement l'abolition de toute disposition défavorable, ou le droit à la parole dans les affaires qui les concernent, mais aussi le droit de « rester autres » (to remain distinct). L'ambassadeur du Canada a été avant tout gêné par les passages concernant le sol et les matières premières, et dans lesquels des droits de participation sont exigés. C'est précisément en ce qui concerne l'exploitation des matières premières que les droits des indigènes ont été complètement ignorés, contrairement aux décisions de la Cour suprême, et avant tout au niveau des provinces, comme le montre l'incarcération du chef des Algonquins Ardoch dans la province de l'Ontario en février 2008. Entre-temps, l'Australie et la Nouvelle-Zélande ont revu leur position, et le Canada a suivi en novembre 2010.

### Soulèvements et gouvernement autonome, premiers traités de nation à nation (depuis environ 1990)
Du 11 juillet au 26 septembre, il y a eu un soulèvement des Agniers au Québec, près de la ville d'Oka. Cette crise d'Oka a été déclenchée par des querelles avec les habitants de la ville. Au bout d'un an, une commission publie un rapport, qui confirme l'existence d'un problème des Premières Nations. Ceci comporte principalement la pauvreté, la mauvaise santé, les problèmes d'alcool et de drogues, l'effondrement des structures familiales et un taux d'assassinats élevé. La commission recommande au gouvernement d'organiser une base équitable et durable pour la coexistence avec les Premières Nations, en y comprenant un soutien matériel pour l'amélioration de leurs moyens d'existence, et la création d'un parlement propre, destiné à représenter leurs intérêts. Apparemment, la crise d'Oka est la première dispute violente à jouer un rôle même dans les médias nationaux. Des disputes précédentes, comme sur le Fraser vers 1970 n'avaient rempli que les journaux locaux. En 1995, des troubles surviennent encore, cette fois en Ontario. Dans cette crise d'Ipperwash, Dudley George, un Ojibwé, perd la vie.
En 1990, le gouvernement canadien de Brian Mulroney a été mis dans l'embarras par les problèmes soulevés avec les territoires francophones, qui se sentaient ignorés dans le processus constitutionnel. C'est pourquoi Mulroney cherche le soutien des Premières Nations et promet l'installation d'une commission, qui sera connue sous le nom de commission Erasmus-Dussault. Elle propose en 1996 le gouvernement autonome des Indiens. Le gouvernement devrait négocier sur une base de nation à nation. En outre, elle propose de forcer une égalisation des niveaux de vie à la moyenne nationale, par une allocation pouvant aller jusqu'à 2 milliards de dollars canadiens.
En 1993 ont lieu en Colombie britannique les premières négociation de traité avec les Premières Nations, parmi lesquelles les Nisga'a au nord de la province sont les premiers à obtenir un traité définitif. Dans le territoire du Yukon, la plupart des tribus ont commencé des négociations avec les gouvernements de Whitehorse et d'Ottawa, et elles ont conduit à des traités complexes. On y trouve des règlements sur les terrains à coloniser, qui devraient revenir aux tribus, elles reçoivent aussi souvent des droits de chasse sur l'ensemble de leurs territoires traditionnels, mais elles sont restreintes à des territoires plus petits pour leurs droits à utiliser le sol, et à des domaines encore plus petits pour l'accès aux gisements souterrains. En tous cas, l'exploitation ne doit être faite que par de la main d'œuvre indienne. Au sein du territoire strictement tribal, il y a une législation autonome, dans le territoire une représentation améliorée. À ceci viennent s'articuler les territoires protégés et les monuments historiques dans les règlements, ainsi que la promotion des cultures régionales.
Au début de 1998, le gouvernement canadien s'excuse formellement auprès des aborigènes pour la manière dont ils ont été traités dans le passé. Les Églises se sont aussi excusées pour les relations dans les residential schools. Cette évolution a été très récemment suivie aussi aux États-Unis En janvier 2007, l'Église anglicane du Canada nomme pour la première fois un évêque pour tous les Indigènes. Début mars 2008 a lieu à Vancouver une « marche sacrée » de l’école de Théologie au Musée d'Anthropologie, pour demander une commission pour « la vérité et la réconciliation », démonstration qui se généralise à l’ensemble du pays. Le 11 juin 2008, le Premier ministre Stephen Harper s'excuse pour les conséquences individuelles et culturelles du système scolaire, quatre mois après le gouvernement de l’Australie.
Néanmoins, la lutte pour les droits des Indiens continue. De 1999 à 2001, il y a eu des débordements dans le Nouveau-Brunswick pendant une dispute sur la question de savoir si les Micmacs de la Première nation Burnt Church pouvaient pêcher le homard également hors saison. Cette question de pêcheries est très complexe, et encore non résolue. En novembre 2009, les Ahousaht, Ehatteshaht, Mowachaht/Muchalaht, Hesquiaht et Tla-o-qui-aht de l’île de Vancouver se plaignent de l’autorisation de la pêche commerciale (Ahousaht Indian Band And Nation v. Canada Attorney General, 2009 BCSC 1494).
Une question aussi fondamentale a été celle de l'impasse du lac Gustafsen en Colombie Britannique, violemment soulevée en 1995. Il s'agissait là de revendications territoriales des Secwepemc au bord de ce lac, non loin de 100 Mile House. Pour le siège d'un mois des occupants, il a fallu 400 policiers et 5 hélicoptères, et un homme a perdu la vie. Un des occupants, James Pitawanakwat, a fui vers les États-Unis et y a obtenu l'asile politique, pour la première et seule fois pour un Indien. Dans le jugement, la juge Janice Stewart du tribunal de district, dans l’Oregon, a reproché au gouvernement canadien l'occupation d'un terrain jamais cédé. Il a été montré récemment que la question n'est en rien réglée, dans le conflit territorial de Caledonia, que l'on a connu en 2006 et qui durait toujours début 2008, ou dans le blocus de la Première nation Grassy Narrows, qui a lieu depuis 2002, et qui n'a montré encore que quelques progrès.
Aujourd'hui encore, le niveau de vie est très précaire. En 2005, la crise de l'eau potable de la Première nation des Kashechewan a suscité l'intérêt des médias nationaux, quand on a découvert une contamination bactérienne de leur fourniture en eau.
Fin 2005, pour la première fois depuis les conversations constitutionnelles des années 1980, le Premier ministre Paul Martin a invité les représentants des Premières Nations à une Conférence du Premier ministre. Peu avant la fin de son mandat de Premier ministre, Martin a promis, dans l'accord de Kelowna de débloquer dans les cinq années à venir cinq milliards de dollars pour l’amélioration des conditions de vie des Premières Nations, des métis et des Inuits. Mais cet accord a été dénoncé par le gouvernement conservateur de Stephen Harper, et dans les budgets 2006 et 2007, ce ne sont que respectivement 150 et 300 millions de dollars qui sont prévus.
Malgré tout, les négociations entre le Canada et les provinces d'une part, et les Premières Nations d'autre part ont progressé sur certains points. En Colombie Britannique, on suit un processus de négociation de traité en six étapes, qu'un petit nombre de tribus ont déjà parcouru. C'est ainsi que de la part des Lheidli T'enneh, dans la région de Prince George et des Tsawwassen, dans les Basses-terres continentales vers Vancouver, les traités acceptés n’attendent plus que la ratification par le parlement. Également, chez les tribus Nootkas, cinq des Premières Nations Maa-nulth se sont réunies, et décidées en 2007 pour un traité avec une large majorité.
Par contre, les voisins Ditidaht, comme les Songhees et les Semiahmoo se défendent contre les accords des Tsawwassen. D'autres tribus, comme les Kwakwaka'wakw, ou certaines tribus Stó:lō, sont sorties du processus de traité, les premiers parce qu'ils y voient une rupture du traité fait avec James Douglas, ou d'autres parce qu'ils y voient une expropriation rampante. Certes, les territoires des tribus doivent être substantiellement agrandis, mais leur possession devient individualisée. Chez les tribus les plus pauvres, le danger est alors que leur territoire traditionnel soit vendu par morceaux. Depuis que David Vickers, juge à la Cour suprême a accordé aux Xeni Gwet'in fin 2007 dans la vallée Nemiah, à l'ouest du lac Williams à peu près la moitié de leur territoire traditionnel de 4 000 km2, tout le processus de négociation va à sa fin. Les Micmacs de Terre-Neuve ont à l'opposé, été reconnus en 2011, si bien que c'est là, avec la Première nation Micmac Qalipu, qu'est née la plus nombreuse tribu du Canada.
Finalement, le gouvernement n'a pas abandonné l'idée d'individualiser les Indiens et de les assimiler. C'est pourquoi, même si tous les crimes contre les aborigènes ont été reconnus, l'essai d'effacer l'ensemble de la culture n'a jamais été condamné. Et même, des parties de la population canadienne semblent accepter les aborigènes comme une partie de leur propre culture complexe ; beaucoup croient que c'est justement le propre de la culture canadienne.

### Les traités et leurs conséquences: les Cris au nord du Québec (depuis 1975)
Les Cris, avec leurs 135 tribus, représentent le plus grand groupe des Premières Nations, et comprennent environ 200 000 personnes. Le gigantesque projet de la Baie-James de centrales hydroélectriques et de lacs de barrage de plus de 15 000 km2 a été considéré par les environ 7000 Cris et 4500 Inuits, qui vivent le long de la baie, et dans la région Nord-du-Québec comme une menace pour leur territoire d'environ un million de km² où ils vivent essentiellement de chasse et de piégeage. Un procès qui a attiré l'attention a abouti en 1975 à la convention de la Baie-James et du Nord québécois. En 1984, les Cris ont été formellement libérés de la tutelle du ministère des Indiens, et possèdent depuis tous les droits des unités administratives canadiennes.
En 1991, les Cris et les Inuits on signé un traité, qui accordait au Canada l'utilisation de l'énergie hydraulique – en échange de paiement compensatoires et de droits d'administration autonome dans une partie du territoire de la convention. Au sein d'un territoire central (environ 1,3 % de la surface, soit environ 14 000 km2, le territoire de neuf agglomérations, les Cris ont obtenu un droit d'utilisation exclusif. Dans d'autres territoires, ils n'ont que le droit exclusif de chasse et de pêche. Mais sur environ 85 % du territoire du traité, ils ne bénéficient que de quelques privilèges de chasse. De plus, certaines possibilités d'emploi dans l'administration, dans l'économie, dans le service de santé, la protection de l'environnement, jusqu'au fonctionnement d'une compagnie aérienne Air Creebec, leur ont été offertes. Le système scolaire transmet la langue et la culture des Cris.
Malgré tous ces progrès, il reste quand même un problème : l'émiettement et l'individualisation progressent, une nouvelle classe dirigeante a émergé, et elle domine l'administration. En outre, ils vont de moins en moins à la chasse traditionnelle, tandis que les jeunes ne sont représentés ni dans un groupe ni dans un autre. De plus, le projet hydro-électrique de la Baie James est considéré de manière plus critique. Le Grand chef des Cris du Québec élu en 2005, Matthew Mukash, demande le développement d'éoliennes.

### Tendances

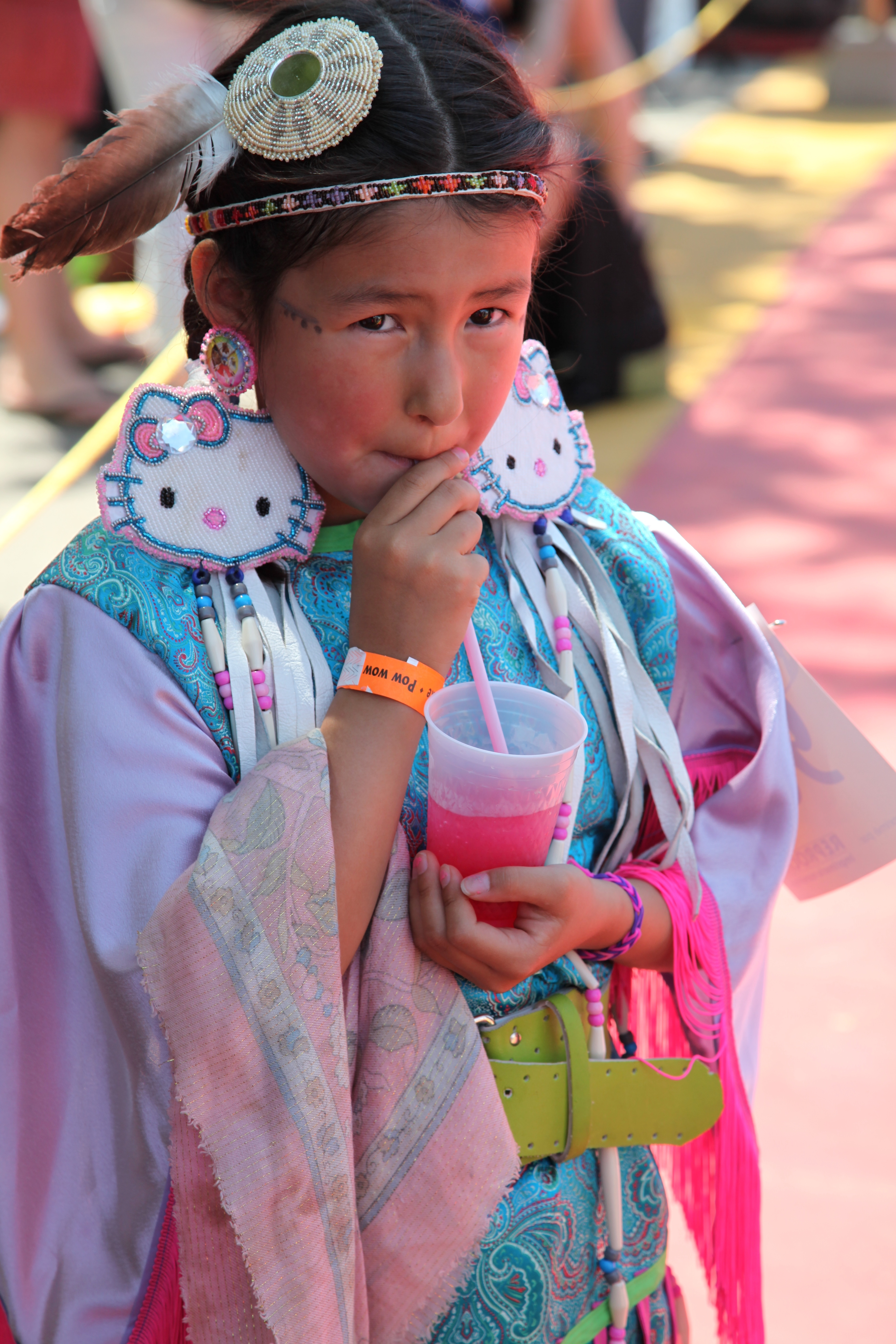
Jeune fille des Premières Nations du Canada portant le costume traditionnel de pow-wow, rehaussé de boucles d'oreille Hello Kitty. Le pow-wow se déroulait à Wendake. Juin 2014.

Il y a une multiplicité de facteurs qui menacent l'intégrité de la culture des Indiens. D'une part, ce sont des événements qui sont survenus dans le passé, et qui ont changé leur culture irrévocablement, et leur ont ravi en partie leur base matérielle et intellectuelle. D'autre part, c'est la transformation à motifs économiques de leur environnement naturel (avant tout la destruction de la forêt, mais aussi les menaces sur la population de poissons), et puis la pauvreté, et simultanément la formation de nouvelles élites, et en liaison paradoxale avec les deux, l'émigration des jeunes, et le fait que ceux qui restent deviennent dépendants de l’État et de l’industrie.
Trois changements marquants des dernières années ont été, pour la première la protection de larges portions des anciens territoires tribaux comme parcs provinciaux ou parcs nationaux, éventuellement autogérés, comme chez les Cris. Ainsi, par l'autogestion et le tourisme, naissent pour beaucoup d'habitants des réserves une possibilité de gagner sa vie, qui ne consomme pas les ressources autant que jusqu'alors, et qui est indépendante du secours de l'État. Une deuxième modification concerne les négociations sur le point d'aboutir entre les diverses tribus et l'État canadien. En 2006, en Colombie Britannique seule, 57 Premières Nations étaient engagées dans 47 différentes négociations. Ces tribus représentaient deux tiers de la population des Premières Nations de la province. Ces traités vont certes agrandir les territoires des tribus, mais ils vont privatiser le sol jusqu'alors inaliénable. Ainsi au peut prévoir, au vu de la pauvreté de nombreuses communautés, qu'un lent grignotage de ces territoires peut survenir. Ici survient un troisième concept, qui a été mis en avant surtout par les Tla-o-qui-aht depuis 2005. Ce concept vise une reconstruction minutieuse de la société traditionnelle, à l'aide de toutes les sources d'information, puis son rétablissement. Les groupes nomades, auxquels on ne faisait quasiment pas attention, car ils n'étaient pas reconnus comme tribus, comme les Kitcisakik au Québec, ont été convertis à la sédentarité, et les enfants vont à l'école loin de leur territoire.
Contre cette tendance, il y a des arguments en partie économiques, et en partie humanitaires pour une intégration des Premières Nations par la privatisation de la propriété foncière. On y argumente d'une part par le gaspillage des ressources, et d'autre part, par la question de savoir si la subvention précisément aux territoires les plus ruraux n'est pas un non-sens économique, car les villes sont les moteurs de l'économie moderne. Troisièmement, toute forme de propriété foncière collective est repoussée avec légèreté en Amérique du Nord par sa comparaison supposée avec les systèmes socialistes.
Les Indiens qui s'élèvent au sein du système comme individus, sans oublier pour autant leur origine, représentent une position médiane. Le premier Indien lieutenant-gouverneur du Canada, le Cri James Bartleman de l'Ontario (2002-2007), a tourné par exemple son attention vers la jeunesse, et a collecté pour les écoles plus d'un million de livres d'occasion, il a poussé l'apprentissage de la lecture et de l'écriture, et a porté ces problèmes de façon renforcée à l'attention publique.
La question de la manière dont vont vivre les Indiens vivant en réserves a conduit depuis des décennies aux États-Unis à des controverses entre les institutions d'État, les groupes d'intérêt économiques, et même entre les tribus. Ceci est relié au fait que depuis 1988, les Indiens de ce pays peuvent organiser des jeux de hasard à des conditions fiscales intéressantes. Les nombreux casinos gérés par des Indiens – dans la seule Californie 60 des 109 tribus reconnues exercent ce mélange d'amusement, de tourisme et de jeu de hasard – se font maintenant une concurrence mutuelle. La situation au Canada est différente. Seules quelques tribus font marcher un casino, mais l'interdiction de fumer valable en Alberta depuis le 1er janvier 2008 a créé des premières disputes, derrière lesquelles des questions très fondamentales se dissimulent. Car les Cris refusent cette interdiction, et tiennent à la position juridique que leur réserve est territoire fédéral, et n'est donc pas soumis à la loi provinciale. Le River Cree Casino and Resort des Enoch (Cris des Plaines) est juste derrière la surface commerciale d'Edmonton, est depuis début 2008 au centre de l’affaire. Il a été ouvert en 2006, et est le premier casino conduit par une Première nation en Alberta, tout près du premier casino ouvert en 1980 dans la province. Ici aussi, l'élargissement des autorisations de gestion de casino à d'autres tribus va conduire à des conflits analogues à ceux des États-Unis
La question de la détermination du statut d'Indien est décidée comme précédemment par le département des Affaires autochtones et Développement du Nord Canada sur la base de la loi sur les Indiens. Depuis 2007, l'Union des Indiens de l'Ontario, qui représente 42 tribus, essaie d'imposer que ce soient les tribus, dans le cadre de leur autonomie, qui décident qui est un Indien. Et là-dessus, ils ont commencé à concocter leur propre loi sur la citoyenneté. Les Cris du Nord-Québec, la nation Nisga’a, les Tlichos dans les Territoires du Nord-Ouest, et la plupart des groupes du territoire du Yukon se sont retirés de la surveillance du département.
Depuis que la diminution de la population a été arrêtée entre les deux guerres, et que la mortalité infantile a considérablement diminué dans les années 1960 dans les réserves, le nombre des Indiens augmente nettement plus vite que celui du reste de la population canadienne. C'est pourquoi des points de vue tels que la formation, et les chances pour la vie, ainsi que la place prise au sein des groupes ethniques prend une importance vite croissante, car la part des jeunes est devenue depuis très grande.
Les prix élevés des matières premières des années 2007 et 2008 ont montré que les Premières Nations sont en possession d'énormes richesses. En liaison avec leur autonomie croissante, ceci a pour conséquence que les contacts économiques extérieurs s'intensifient. Les tribus les plus septentrionales se retrouvent dans des alliances de peuples arctiques. En novembre 2008, une délégation de plusieurs Premières Nations a fait une visite en Chine, pour se mettre d'accord sur des coopérations, de manière autonome. En juin, le roi Tuheitia Paki d'une partie (127 000 individus) des Maoris rencontre une délégation des Squamish et des Nisga'a à Vancouver.

## Histoire de la recherche
Peter Jones (1802-56), un méthodiste, et du côté de sa mère appartenant aux Mississaugas, appelé aussi Plumes sacrées, a écrit dès le début du XIXe siècle un travail de vue générale sur les Ojibwés (History of the Ojebway Indians, 1861). D'autres laïcs, comme l'anglican Edward Francis Wilson (1844-1915) à Sault-Sainte-Marie et Charles M. Tate, en Colombie Britannique, ont rassemblé de nombreuses observations ethnologiques, ainsi que de nombreux missionnaires, comme l'oblat Adrien-Gabriel Morice, qui ont publié d'importants ouvrages sur les langues. Un intérêt plus grand a été soulevé par ces ouvrages hors du Canada qu'à l'intérieur du pays. À part l'ethnologue de Toronto Daniel Wilson (1816–1892), ils venaient tous d'Europe. Par contre l'histoire des Indigènes est restée dans un état pitoyable comme le montrent les Chronicles of Canada, The Dawn Of Canadian History, A Chronicle of Aboriginal Canada parues en 1915.
Franz Boas et son école ont aidé à percer la recherche ethnologique, qui est rattachée en Amérique à l'anthropologie. Le Néo-Zélandais Diamond Jenness s'est occupé pendant la première Guerre mondiale des groupes des Ojibwés et des Dakelh. Le Français Marcel Giraud s'est occupé de façon exhaustive des Métis. À ces travaux fondamentaux, il faut ajouter ceux de Marius Barbessu de l'Université Laval.
Alfred Bailey du Nouveau-Brunswick peut être considéré comme le premier ethnohistorien, qui a interprété les sources historiques du point de vue de l'ethnologue. Une autre source de l'histoire des Premières Nations est l'histoire militaire, comme George Stanley sur la rébellion du Nord-Ouest des Métis l'a faite, où en passant, il étudie les influences des Métis sur la société de la frontière, et de là sur le développement de l’ensemble de la société. Sauf pour His Majesty's Indian Allies de Robert Allens, cette branche n'a été cependant qu'à peine effleurée, contrairement aux États-Unis.
Ce n'est qu'avec la forte croissance de la taille et du rôle des universités canadiennes dans les années 1960 que l'on en arriva à de plus nombreux projets de recherche, et avant tout dans le domaine de l'archéologie, comme par Bruce Trigger. Ce n'est qu'à ce moment que les Indiens ne sont plus considérés comme une 
« race en extinction », et les aspects classificatoires ne sont plus mis au premier rang. Les premières critiques contre la politique gouvernementale se font entendre.
Cornelius Jaenen (Friend and Foe, Nouvelle-France), et Robin Fisher (Contact and conflict, Colombie Britannique jusqu'en 1890) s'occupent de la question des contacts culturels, Daniel Francis et Toby Morantz (sur la traite des fourrures), Jennifer S. H. Brown(Strangers in Blood, les femmes dans la traite des fourrures) ou Sylvia Van Kirk (Many Tender Ties) se sont occupés de la traite des fourrures, comme A. J. Ray (Indians in the Fur Trade), qui pour la première fois met les Indiens au centre. Dans les années 1980, on en arriva à insister sur le rôle des Indiens et des femmes dans le commerce et la mission, à des recherches sur la politique indienne et sur la réaction des Indiens concernés (Gerald Friesen: A Narrow Vision Sur le rôle des bureaucrates : D. C. Scott). De même, Sarah Carter a écrit sur l'échec de la politique agraire au Canada ouest (Lost Harvests) et Katherine Pettipas (Severing the Ties that Bind), sur les essais gouvernementaux de contrôler les rencontres annuelles des Indiens de la Prairie. Là-dessus sont venues des études sur la répression du potlatch, comme celle de Douglas Cole (en) und Ira Chaikin (An Iron Hand upon the People), et sur l'histoire du droit.
Dans les années 1990 les premières vues générales voient le jour, comme celle de J. R. Miller (Skyscrapers Hide the Heavens) et de Dickason 1992. Les histoires générales du Canada ne commencent plus avec les soi-disant « Vikings » de l’an 1000, mais avec les premières occupations perceptibles du pays. Là, l'archéologie prend une grande importance, mais la linguistique et la génétique jouent aussi un grand rôle.
La lutte pour les droits politiques et les querelles constitutionnelles, que les groupes indiens faisaient apparaître en tant que prises de partis politiques et de lobbyistes, ont conduit cependant à ce que les historiens soient déplacés dans le sentiment du public par les juristes et les politologues. En outre, les groupes indigènes exigent leur prise en compte et leur collaboration avec les projets historiques, avant tout par leur propre vision de l'histoire et leurs propres formes de tradition, et de leur savoir. La préoccupation de la forme d'histoire que représente la tradition orale rencontre cette forme de développement.
Le Musée canadien de l'histoire a édité l'ouvrage archéologique standard de James Wright (A History of the Native People of Canada. Archaeological Survey of Canada) en 1995. En 2003 a suivi Larry J. Zimmerman avec American Indians: The First Nations: Native North American Life, Myth and Art, qui essaie de relier plus fortement entre eux les aspects ethnologiques, historiques et religieux. Le sujet commence à réagir plus fort sur la recherche. Mais ce n'est qu'en 1999 qur paraît une encyclopédie des peuples canadiens (Encyclopedia of Canada's Peoples) due à la Multicultural History Society of Ontario fondée en 1976.
Entre-temps, l'internet permet non seulement à de nombreuses Premières Nations de publier leur propre vision de l'histoire (v. Listes des Premières Nations du Canada), mais aussi leurs propres collections de documents sources comme le First Nations Digital Document Source, dont le but premier est néanmoins le soutien dans la question des revendications territoriales.

### Musées, archives, bibliothèques
- Musée royal de la Colombie-Britannique à Victoria
- British Columbia Archives (Archives de Colombie-Britannique) à Victoria
- Nicola Valley Museum and Archives (Musée et archives Nicola Valley) à Merritt (Colombie-Britannique)
- X̲á:ytem à Mission (Colombie-Britannique)
- Museum of Northern British Columbia (Musée du nord de la Colombie-Britannique)
- Northern Life Museum (Musée de la vie nordique) à Fort Smith (Territoires du Nord-Ouest)
- Musée d'anthropologie de Vancouver
- Royal Alberta Museum (Musée royal d'Alberta) à Edmonton
- Glenbow Museum (Musée Glenbow) à Calgary
- Archives de la Compagnie de la Baie d'Hudson à Winnipeg
- Musée canadien de l'histoire à Gatineau près d'Ottawa
- Sainte-Marie-au-pays-des-Hurons près de Midland (Ontario)
- Musée royal de l'Ontario à Toronto
- Canadian Canoe Museum (Musée canadien du canoë) à Peterborough (Ontario)
- Smithsonian Institution à Washington D.C.
- National Museum of the American Indian à Washington D.C.
- Musée Peabody d'archéologie et d'ethnologie à Cambridge (Massachusetts)